# Brottsprevention

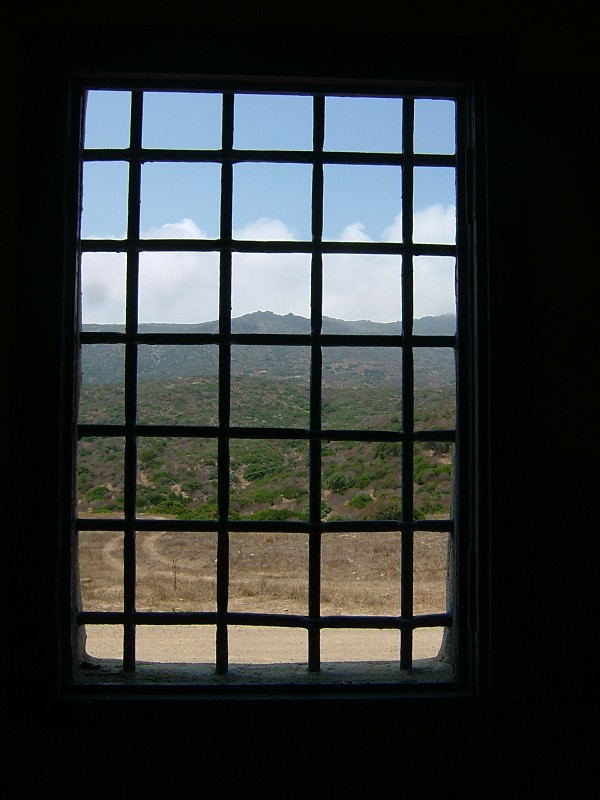
Brottsprevention handlar om att förhindra att brott begås. Ett sätt att uppnå detta är att fängsla dem som begått brott.

Brottsprevention (eller brottsförebyggande verksamhet) är en del av kriminalpolitiken i vid bemärkelse och syftar till att minska, begränsa eller eliminera brottslighet och dess skadeverkningar. Arbetet med att förebygga kriminalitet är en central del av ett samhälles politik. Vad som är ett icke-önskvärt beteende (se bland annat avvikande beteende, antisocialt beteende) måste därför definieras och metoder för att åtgärda avvikelserna beslutas om. I varje historisk tid, i varje samhälle, har därför preventionsarbetet utformats olika.
Det brottsförebyggande arbetet delas vanligen in i två delar: social respektive situationell brottsprevention. Den första syftar till att på längre sikt påverka de förhållanden som påverkar brottsbenägenhet medan den senare riktar in sig på att försvåra tillfällena för kriminalitet i de situationer där brott kan uppstå, samt att motverka bortförklaringar (neutralisering) av den egna kriminella handlingen.
Modern brottsprevention utgår ifrån rutinaktivitetsteorins tre förutsättningar för brottslighet: För ett brottstillfälle krävs en motiverad förövare, ett lämpligt mål för den kriminella handlingen och en avsaknad av avskräckande faktorer som kan hindra att brottet begås. I det brottsförebyggande arbetet ingår även att minimera brottens skada och minska rädslan för brott.

## Definition och innebörd

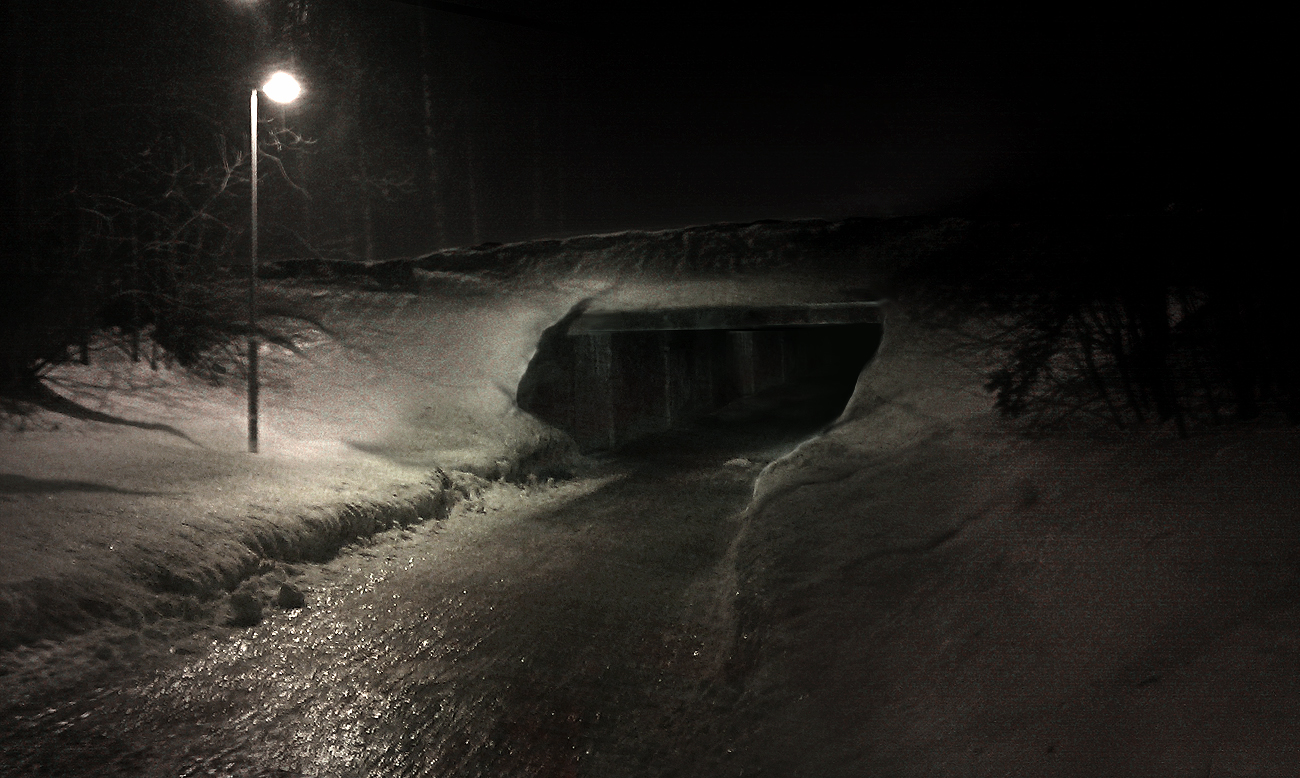
En del i det brottsförebyggande arbetet är att bygga bort de platser som upplevs som hotfulla, skapar rädsla och otrygghet eller underlättar brottstillfällen.

Det finns inte en enhetlig definition av vad "brottsprevention" är för något till utformning och teoretiskt innehåll, varför definitionerna skiljer sig mellan forskare. I boken Introduktion till kriminologi återges fyra forskares olika förklaringar på begreppets innebörd: Kriminologen Per-Olof Wikström definierar brottsprevention som åtgärder som minskar individens benägenhet att begå brott eller som minskar förekomsten av kriminogena situationer. Psykologen Paul Ekblom definierar brottsprevention som the intervention in mechanisms that causes criminal events (översättning: interventioner i mekanismer som orsakar brottslighet). På 2000-talet började även rädslan för brott inkorporeras i definitionerna, som i den av kriminologen Steven P. Lab: crime prevention entails any actions designed to reduce the actual level of crime and/or the perceived fear of crime (översättning: brottsprevention omfattar åtgärder som syftar till att reducera den faktiska brottsligheten och/eller den upplevda rädslan för brott). Även kriminologen Jerzy Sarnecki, som är verksam vid Stockholm universitet i allmän kriminologi, har med förebyggandet av rädsla i sin definition: Brottspreventiva är sådana åtgärder och förhållanden som minskar sannolikheten för brott och/eller reducerar skadeverkningar (inklusive rädsla) av brott.
I boken Brottsprevention som begrepp och samhällsfenomen granskar sociologen Ingrid Sahlin begreppet "brottsprevention". Hennes slutsatser är att en brottsförebyggande verksamhet kan vara vilket initiativ eller vilka policys som helst vars syfte är att minska eller eliminera brott, brottslighet och rädslan för brott på aggregerad nivå. Det brottsförebyggande arbetet kan ta sig många olika uttryck och skiftar mellan olika samhällen beroende på allt från människosyn till vad samhället identifierat för problem, samt att begreppet till följd av samhälleliga diskursförändringar har genomgått en förskjutning i betydelse, något som gör begreppet svårhanterligt. Vad som ses som brott är socialt, kulturellt och historiskt definierat, vilket gör preventionsarbetet till ett samhälleligt och offentligt fenomen baserat på politiska mål, val och beslut.
Begreppet prevention (från latin prevenire, förekomma) betyder förebyggande, i det att försöka förhindra (prevenera) att något inträffar. Ordet förebygga är alltid positivt laddat och antyder om en förmåga till analys och (kvalificerade) förutsägelser. Det visar på en styrka och en handlingskraft, som enligt sociologen David Garland medfört att ordet ofta kommit att användas i politiska syften, i exempelvis de anglosaxiska länderna (främst i USA och Storbritannien). Men brottsförebyggande eller brottsprevention förekommer även i svensk politisk debatt med en glidning i betydelsen av prevention, till exempel när det här används av Polisen:
| ”         | Polisens mål är att minska brottsligheten och öka tryggheten i samhället. Utöver så kallad ingripandeverksamhet handlar en stor del av Polisens uppgifter om brottsförebyggande arbete. /.../ Till exempel sätter Polisen in förebyggande åtgärder på platser där man vet att det förekommit eller finns risk för problem. | „ |
| – Polisen | |   |

Betydelsen av brottsförebyggande kan ha fått en betydelseförändring till att innefatta det som tidigare ansågs vara att reagera på och att bekämpa brott, vilket kan förklara Polisens beskrivning. Denna förändring skulle, enligt Ingrid Sahlin, kunna spåras genom det engelska ordet prevent som förutom betydelsen förebygga betyder hindra. Med att "hindra" innebär en intervention i något redan pågående, men i betydelsen av prevention som ett arbete att förebygga för att förekomma, är Polisens arbete inte – i den mening de själva hävdar – att arbeta förebyggande mot brott. Polisens beskrivning är reaktionen på brott, det vill säga bekämpa (av exempelvis ungdomsbrottslighet eller narkotika). Eftersom ett förebyggande arbete handlar om att förekomma görs detta exempelvis genom att insatser sätts in mot ungdomar som inte begått brott eller genom åtgärder mot presumtiva brottslingar.

## Kriminogena faktorer
Ett förebyggande arbete har att förhålla sig till de faktorer som kan antas vara kriminogena (brottsframkallande), exempelvis tidigare brottslighet, antisocialt beteende, kognitiva störningar och missbruksproblem. När det kommer till kriminogena faktorer är antalet många: ålder, kön, drogmissbruk, arbetslöshet, psykisk sjukdom, uppförandestörningar, fattigdom, vandalisering, låg intelligens, svag känslomässig anknytning och bristande impulskontroll är bara några exempel på sådana faktorer. Bland de uppräknade faktorerna är kön och ålder utmärkande genom sitt mycket starka samband med kriminalitet (se ungdomsbrottslighet). I händelse av att de kriminogena intrycken och relationerna inte förebyggs och istället fördjupas, riskerar en kriminell karriär att ta form i unga år och bli ihållande genom livet som en livsstil (livsstilskriminalitet); fram till en statistiskt för tidig död. Kriminogena faktorer behöver dock inte leda till brottslighet men bakom all brottslighet finns kriminogena faktorer.

## Brottsprevention

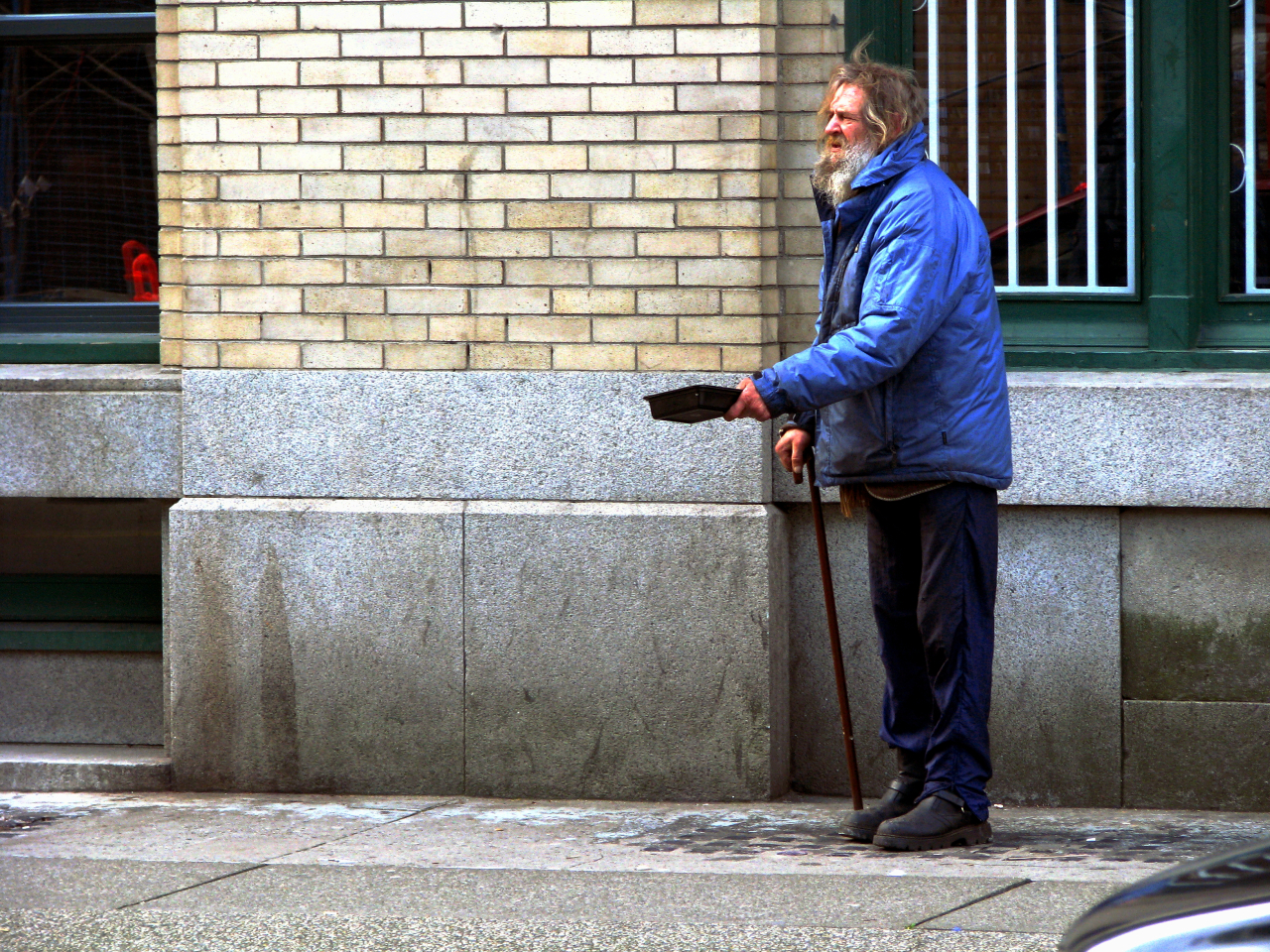
Tiggeri har genom historien varit kriminaliserat i många samhällen med motiveringen att det stör den allmänna ordningen. På bilden: En man som tigger i Vancouver 2008.

Brottsprevention syftar till att förebygga kriminogena faktorer situationellt och socialt genom olika insatser. Kriminologen Jerzy Sarnecki menar att hos ett samhälles medborgare anses det som en självklarhet att samhället reagerar på kriminaliserade beteenden och avvikande handlingar, men att effekterna av denna reaktion inte alltid är lika självklar. Brottsprevention är på inget sätt en objektiv vetenskap eller något per automatik positivt, enligt bland annat sociologen Ingrid Sahlin: Vilka verktyg som användas för att uppnå en önskad effekt och identifieringen av avvikelser hos individer eller grupper, som av samhället anses oönskade, är politiska och som i samhället i övrigt finns "politiska konjunkturer". Samhällets strävan efter att skydda sig genom att identifiera antisociala individer har funnits i alla tider. Bland annat klassificeringen av "De Andra" har hjälpt till vid kriminalisering av olika beteenden och tendenser i samhället. "De Andra" kan exempelvis vara personer som inte följer en föreskriven social norm eller på annat sätt avviker från det normala. Samhällets mål är att eftersträva "ordning och reda" med konforma samhällsmedborgare, enligt Sahlin. Se rubrikerna Människan, brottet, följderna och Brottsprevention i historien längre ner i artikeln för exempel på hur preventionen kan gestaltas och vilka ideologiska dimensioner som påverkat samhällens avväganden.
Utgångspunkten i modern brottsprevention är att vardagsbrottslighet (exempelvis stöld, skadegörelse och inbrott) är intimt förknippade med vardagens olika rutiner. Brottslighetens förutsättningar beror på tre moment som föreskrivs i rutinaktivitetsteorin: För ett brottstillfälle krävs en motiverad förövare, ett lämpligt mål för den kriminella handlingen och en avsaknad av avskräckande faktorer som kan hindra att brottet begås. I det förebyggande arbetet ingår även att minimera brottens skada och minska rädslan för brott. Dock är det inte alla förebyggande åtgärder som får avsedd effekt.

### Allmänprevention
Allmänprevention är en övergripande straffrättsideologisk teori om hur allmänheten skall avskräckas från att begå brott i framtiden. Allmänpreventionen delas in i två kategorier: direkt allmänprevention (allmän avskräckning) och indirekt allmänprevention.
- Direkt allmänprevention använder hot om straff mot hela befolkningen som metod för att förebygga att kriminaliserade handlingarna begås. Idén bakom den direkta allmänpreventionen effekter bygger på antagandet om att beteendet hos brottslingen är rationellt, det vill säga att brottslingen gör en bedömning av brottets utdelning (emotionellt, socialt eller materiellt) i relation till de konsekvenser och risker som den brottsliga handlingen kan innebära.[13]
- Indirekt allmänprevention består av de norm- och moralbildande effekterna som kommer ur strafflagstiftningen. Antagandet är att lagstiftning medför att attityderna mot det kriminaliserade beteendet blir mer negativa och beteendet därav mindre vanligt. Verkan går också åt andra hållet eftersom normerna i samhället påverkar lagens utformning (lagen är en kodifiering av normer). Ifall ett kriminaliserat beteende blir vanligare brukar lagen följa efter med strafflindringar för att med tiden avkriminalisera beteendet.[13]

### Individualprevention

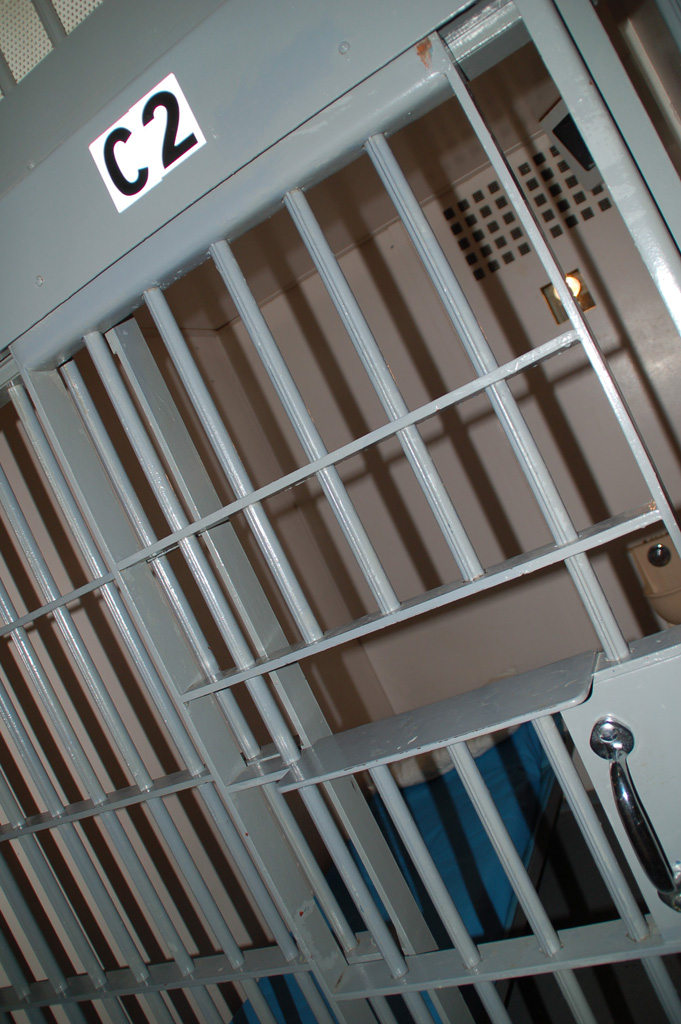
Frihetsberövande åtgärder har en inkapaciterande verkan. Den person som blivit frihetsberövad har svårare att bryta mot lagen.

Individualprevention avser den verkan som främst bestraffningen har på brottslingens beteende. Individualprevention genomförs på tre sätt: individuell avskräckning, inkapacitering (kollektiv, kategoriell och selektiv) och vård/behandling, med målet att förändra beteendet hos lagöverträdaren, det vill säga att minska brottslingens benägenhet att begå nya brott.
- Individuell avskräckning skiljer sig från den allmänna avskräckningen (direkt allmänprevention) på det sättet att individuell avskräckning syftar till att lära den straffade brottslingen att skilja på rätt och orätt, för att i framtiden inte återfalla i kriminalitet. Syftet uppnås genom att den kriminelle får erfara vad bestraffning för brott innebär och till följd därav förväntas avhålla sig från framtida kriminella handlingar.[14]
- Inkapacitering är en form av frihetsberövande åtgärd för att oskadliggöra den kriminella individen genom att frånta denne möjligheten att begå fortsatt brottsliga handlingar. En inkapacitering leder till minskad brottsmöjlighet men en placering på en total institution som fängelse innebär ingen garanti för att all brottslighet blir omöjlig. Det är graden av inkapacitering som avgör dess effekt, där exempelvis permission och kontakt med den yttre världen är åtgärder som minskar graden av inkapacitering.[14]
- Vård och behandling används i de fall där individens egna rationalitet gällande handlande och beteende är begränsat av faktorer hos individen eller av orsaker som finns i det omgivande samhället. Rehabiliteringen syftar till att kvalitativt förändra individens situation på sådant vis att orsakerna till brottslighet undanröjs. Bärande ideologiskt tankegods för den här typen av åtgärder återfinns inom behandlingstanken som fick en mycket stor betydelse för straffrätten under 1900-talet.[14]

### Generella brottsförebyggande insatser
De generella brottsförebyggande insatserna indelas vanligen i två kategorier: social brottsprevention eller situationell brottsprevention. Kategorierna har i sin tur tre åtgärdsnivåer: primär, sekundär och tertiär brottsprevention (Se Tabell 1.). Den sociala preventionen med sina nivåer har till mål att påverka brottslighetens sociala dimensioner medan den situationella preventionen med sina nivåer avser påverka situationer (miljöer och omständigheter) där brott kan begås.

#### Primär, sekundär, tertiär
- Primär brottsprevention är generella insatser som riktar sig mot hela befolkningen genom att påverka individer och speciella platser med målsättningen att minska möjliga kriminogena situationer. De primära insatserna sätts in för att förebygga att problem utvecklas i framtiden.[16]
- Sekundär brottsprevention är individanpassade insatser som riktar sig mot en särskild riskgrupp eller riskindivid som bedöms ha en hög sannolikhet för kriminell aktivitet. En sekundär insats skulle kunna vara specifika program som riktar sig mot individer, grupper eller områden som i framtiden antas riskerar att utveckla brottsproblem.[16]
- Tertiär brottsprevention är insatser som riktar sig mot redan "utsatta". De tertiära åtgärderna är mer av karaktären postvention eftersom insatserna riktar sig mot redan synliga problem och mot individer som redan orsakat problem. Åtgärderna syftar till att minska risken för återfall i brott (recidiven) hos enskilda individer.[17]

#### Social brottsprevention
Social brottsprevention är insatser för att minska antalet brottslingar och benägenheten att begå brott. Den huvudsakliga målgruppen för social brottsprevention är barn och ungdomar, men även vuxna återfallskriminella. Åtgärderna utgår från brottslighetens sociala orsaker och de politiskt motiverade åtgärderna kan byggas utifrån exempelvis teorier om strain, stämpling och kontrollteorier, såsom social band och självkontroll. Preventionsmetoden kan handla om arbetslöshetsbekämpning och insatser i utsatta stadsdelar till utbildning och behandling av en individ, med målet att denne skall fungera bättre i samhället. Den sociala brottspreventionen inom ramen för social- och självkontroll är central inom preventionsforskningen där social kontrollteori inom ramen för administrativ kriminologi dominerar det kriminologiska fältet.

#### Situationell brottsprevention
Situationell brottsprevention är insatser för att minska antalet möjliga brottstillfällen. Åtgärderna är situationsbundna och riktar sig mot specifika situationer där brott begås. Utformningen kan vara av typen avskräckning och försvårande karaktär, enligt rutinaktivitetsteorins antaganden om tillgängligheten till stöldbegärliga objekt, eller olika typer av polisiära satsningar med ökad bevakning på hotspots. Den situationella brottspreventionen är central inom preventionsforskningen där tillfällesstrukturteori inom ramen för administrativ kriminologi dominerar det kriminologiska fältet.

##### Arkitektonisk design

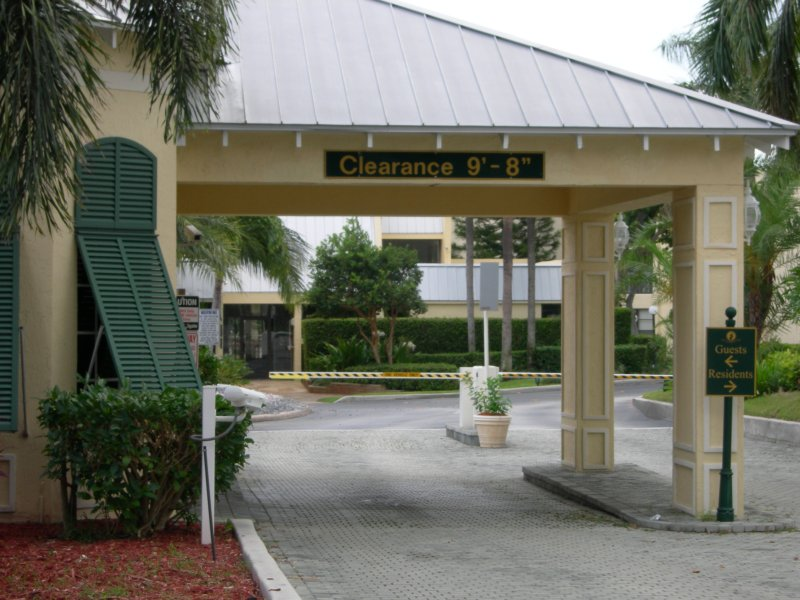
Infart till grindsamhället Boca Bayou condominiums i Boca Raton i delstaten Florida i USA, augusti 2005.

Platser och situationer som är brottsfrämjande kan arkitektoniskt påverkas utifrån de fysiska egenskaper platsen har. Genom en medveten design av miljön kan platsens fysiska egenskaper innebära en brottspreventiv verkan, även kallat Crime prevention through environmental design (CPTED). CPTED bygger på tre huvudsakliga förutsättningar för att utforma en säker miljö genom arkitektur: Naturlig övervakning för att öka upptäcktsrisken, naturlig åtkomstkontroll för att minska tillfällesmöjligheten och rädslan för brott och naturlig territoriell förstärkning för att öka den sociala kontrollen över platsen (exempelvis ett bostadsområde). Genom att förlägga verksamheter till olika platser ökar den yta som är under uppsikt i rummet samtidigt som den sociala gemenskapen bland de boende stärks. Personer som inte tillhör gemenskapen upptäckts lättare och hålls under uppsikt. I konstruktionen av miljön ska placering av in- och utgångar, staket och stängsel, belysning och landskapsskulptering vara medveten. I området ska det även finnas tydliga avgränsningar mellan det privata och offentliga för att skapa en känsla av ägandeskap, något som antas ökar sannolikheten att inkräktare motas bort eller rapporteras till polisen. Miljökonstruktionen gör det lättare att identifiera främlingar. Exempel på medvetet designade områden är grindsamhällen (gated communities) som var vanligast i Sydafrika och Brasilien, men senare spridit sig till bland annat USA.
Utvecklingen av CPTED har sedan 1970-talet varit av central betydelse för modern kriminologi, och har inneburit ett skift av fokus från brottslighetens sociala dimensioner till de mer situationsspecifika.

### Minimera brottens skada

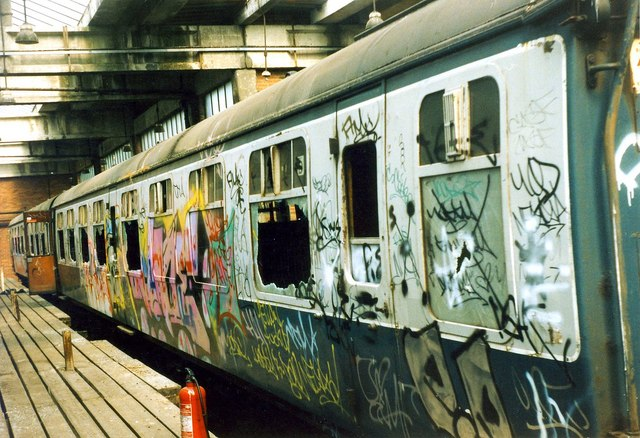
Ett gammalt tåg utsatt för omfattande skadegörelse i Heaton i England.

I de fall där brott inte kunnat förebyggas uppstår materiella, psykologiska, sociala och ekonomiska skador och förluster som går att lindra. Till de enklaste skadorna att lindra räknas de ekonomiska, som via olika försäkringssystem kan bli kompenserade genom exempelvis ersättningar för förlorad eller skadad egendom och utbetalning av ekonomisk ersättning till enskilda individer som erhållit nedsatt arbetsförmåga. Ett alltför heltäckande försäkringssystem innebär dock en ökad risk för att enskilda individer inte vidtar nödvändiga åtgärder på egen hand, varför en avvägning mellan lindrande åtgärder och individens egna ansvar är nödvändig. Andra mer generella trygghetssystem, som sjukvårdsförsäkring och verksamheter inom socialtjänster med flera, kommer även brottsoffer till del genom sina allmänna karaktärer.
Utöver försäkringssystemens lindrande inverkan på brottens skadeverkningar finns det fler sätt att möta brottsoffrens behov. Det sociala arbetet med att förbereda presumtiva brottsoffer genom självförsvarskurser och utrustning till självskydd, samt samhällets stöd (brottsofferjourer) till drabbade individer kan lindra skadornas omfattning. Polisens agerande vid brottsplatsen: Att skyndsamt befinna sig på plats, lyssna till offret och vidta åtgärder som syftar till att gripa förövaren kan lindra psykiska skador.

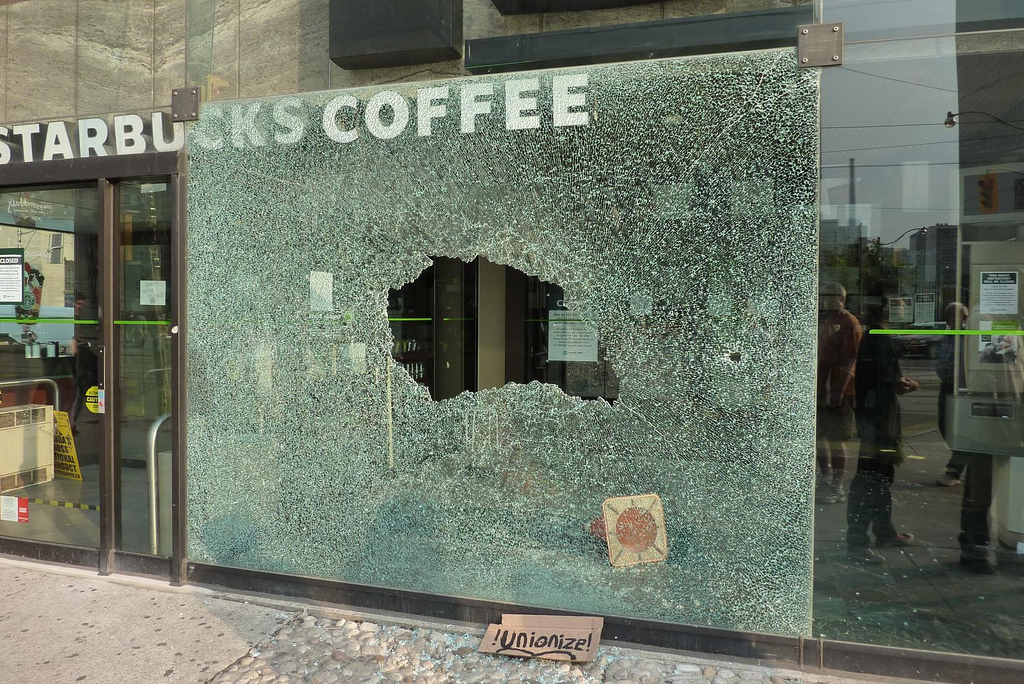
Ett krossat fönster på ett Starbuckskafé i Toronto efter protesterna vid G-20-mötet 2010.
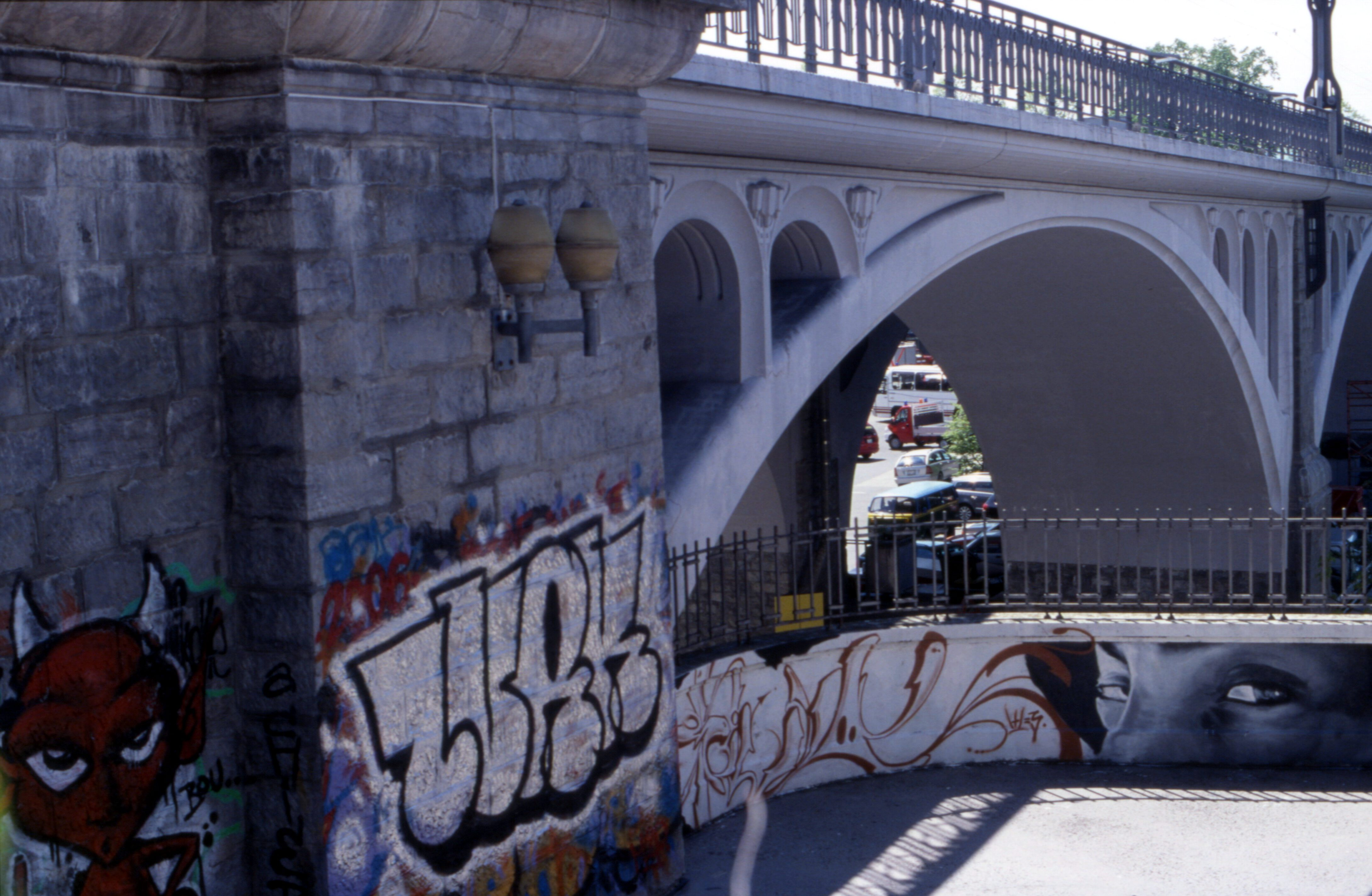
En bro utsatt för graffiti i staden Lausanne i sydvästra Schweiz.
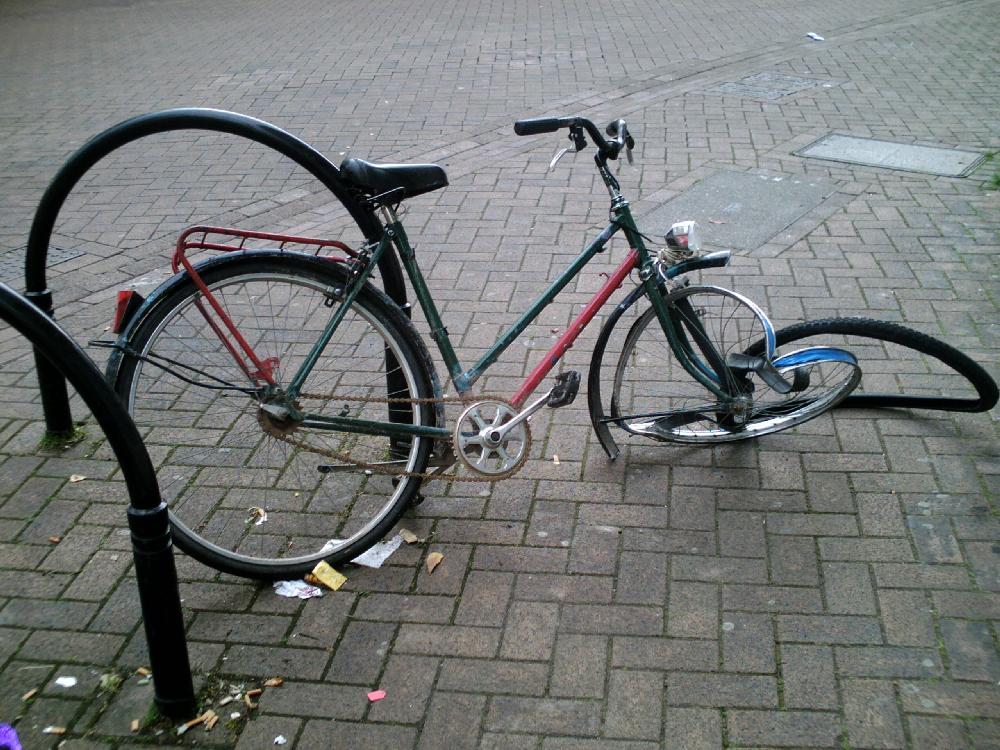
Förstörd cykel i England.

### Minska rädslan för brott
Förutom direkta skador i form av materiella, psykologiska och ekonomiska skador eller förluster, innebär brott indirekta skador i form av upplevd rädsla och otrygghet. Styrkan i upplevelsen av utsatthet varierar mellan individer och rädslan för att bli utsatt för brott kan påverka livskvaliteten negativt. Varken rädslan eller risken är jämnt fördelat i populationen och en given koppling mellan upplevelsen av risk och rädsla för brott å ena sidan och den faktiska brottsutsattheten å den andra är inte självklar. Såväl kvinnor som äldre uppger att de är rädda för att bli utsatta för brott i större utsträckning än vad män och yngre uppger, trots att det är män och yngre som vanligen är mer utsatt för brott. Brottsförebyggande program innehåller därför även dimensioner av förebyggande av rädsla men inte utan ett dilemma: Ett brottspreventivt arbete som är effektivt i sin upplysning kan innebära ökad rädsla för brott i och med att riskerna för att drabbas blir kända och tydliggörs. Ett förebyggande av rädsla kan på samma sätt vara kontraproduktivt vad gäller det preventiva arbetet: Ifall myndigheterna underlåter att informera människorna om riskerna för brott kan de faktiska brottstillfällena öka samtidigt som rädslan minskar. Arbetet med att förebygga upplevelsen av rädsla ska därför, enligt Jerzy Sarnecki, sikta in sig på att förebygga den omotiverade rädslan för brott, och ha det som sitt specifika som mål där det allmänpreventiva syftet inte är en del av åtgärderna.

### Förebyggande av sekundär viktimisering

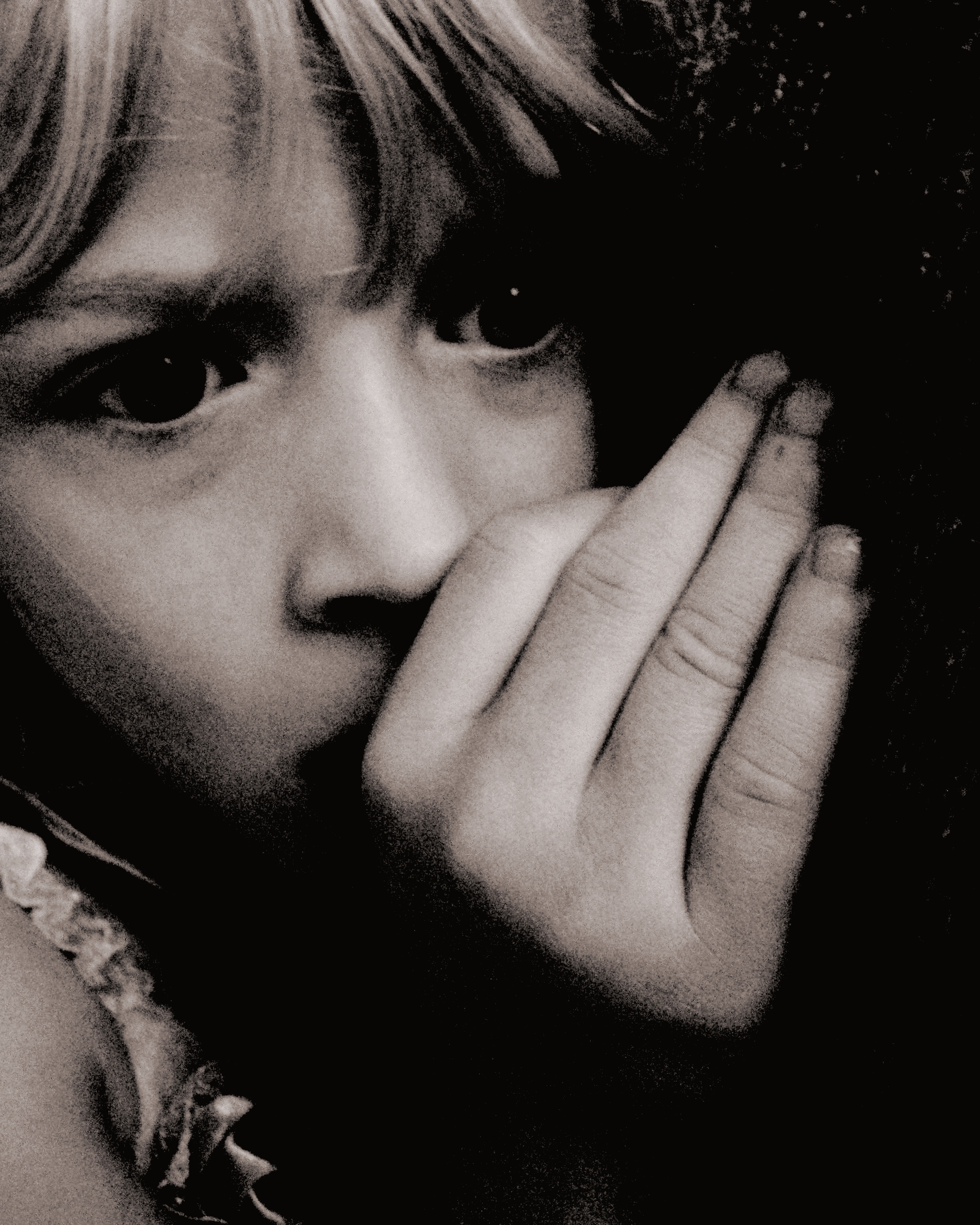
Barn är en grupp som riskerar sekundär viktimisering i rättssystemet.

Ett brottsoffer kan genomgå en sekundär viktimisering i mötet med samhällets rättsvårdande myndigheter. Konsekvenserna kan bli att offrets vilja att delta i den rättsliga processen minskar. Försvårande omständigheter finns i synnerhet gällande våldtäkter där brottsoffrets stigmatisering kan förstärkas av samhällets sociala normer och kulturella tabun. Det omgärdande samhällets medlemmar och institutioner är avgörande faktorer vid en upprepad viktimisering. I arbetet med att förebygga sekundär viktimisering är hanteringen av brottsoffrens upplevelser det centrala. Verksamheterna hos rättsapparaten, sjukvården, socialtjänsten och frivilligorganisationerna måste vara välanpassade för att möta brottsoffrets förutsättningar och behov för att brottsoffrets skador inte ytterligare ska förvärras, exempelvis hos våldtagna eller barn som bevittnat brott. Arbetet med att bemöta brottsoffrens behov är en avvägningsfråga för att inte äventyra rättssäkerheten för den brottsmisstänkte.

### Preventionens tre effekter
Preventiva insatser kan ha tre effekter:
- Den minskar brottsligheten
- Den har ingen effekt på brottsligheten
- Den ökar brottsligheten

## Människan, brottet, följderna

### Före 1700-talet – Vedergällning och avskräckning

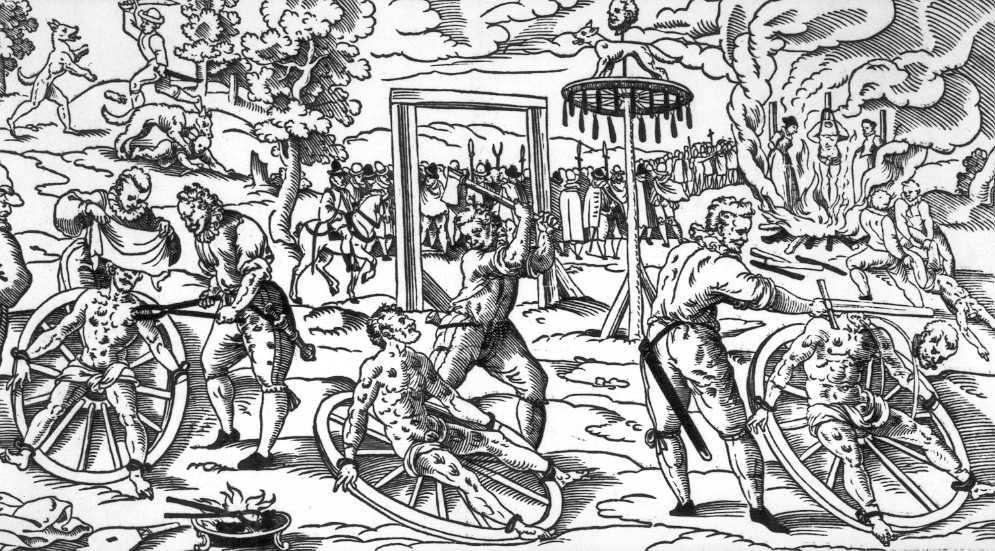
Medeltida tyskt träsnitt som skildrar rådbråkningen av Peter Stubbe, steg för steg.

Historiska straffrättsliga teorier baserade sin huvudsakliga tanke vid att fruktansvärda konsekvenser för begångna brott skulle avskräcka potentiellt kriminella från brottsliga handlingar. Exempel på detta är principerna för de drakoniska lagarna (omkring 621 f.Kr. – 594 f.Kr.) i antikens Grekland och Bloody Code (1688 – 1815) i renässansens England, där dödsstraff i det senare fallet förpliktigade för uppemot 220 stycken olika typer av brott. De många gånger makabra bestraffningsprocesserna verkställdes offentligt som skådespel i syfte att visa härskarnas maktfullkomlighet, och med den kristna kyrkans stärkta inflytande över rättssystemet i Europa fick djävulen och allehanda demoner en central roll. Straffens grymma natur var dock avsedd för den fysiska kroppen, för att rå på "den Onde", och inte individen i sig.
På 1700-talet började dåtidens straffrättsideologiska praktik och den teokratiska vedergällningsläran att kritiseras av upplysningsfilosofer. Filosoferna ansåg att statsmaktens systematiska sätt att utöva kontroll över befolkningen var orättfärdigt och straffens konstruktion och verkställighet barbariskt: Den despotiska staten utdömde straff utan lag, tillämpade tortyr mot sina medborgare och kunde avrätta folk på ytterst plågsamma sätt. Avskräckning och hämnd uppfattades som straffets enda ändamål och omfånget för statens och härskarens straffrätt ansågs vara oinskränkt. Det fanns inte någon proportionalitet mellan brottets allvarlighet och straffets grymhet, och många av strafflagarnas bestämmelser innebar de strängaste och mest barbariska straffen, där dödsstraff var påföljden för flertalet av brott. Dödsstraff av typen stympning, stegling och rådbråkning var inte ovanliga fram till humaniseringen av juridiken.

### 1700-talet – Straff eller behandling

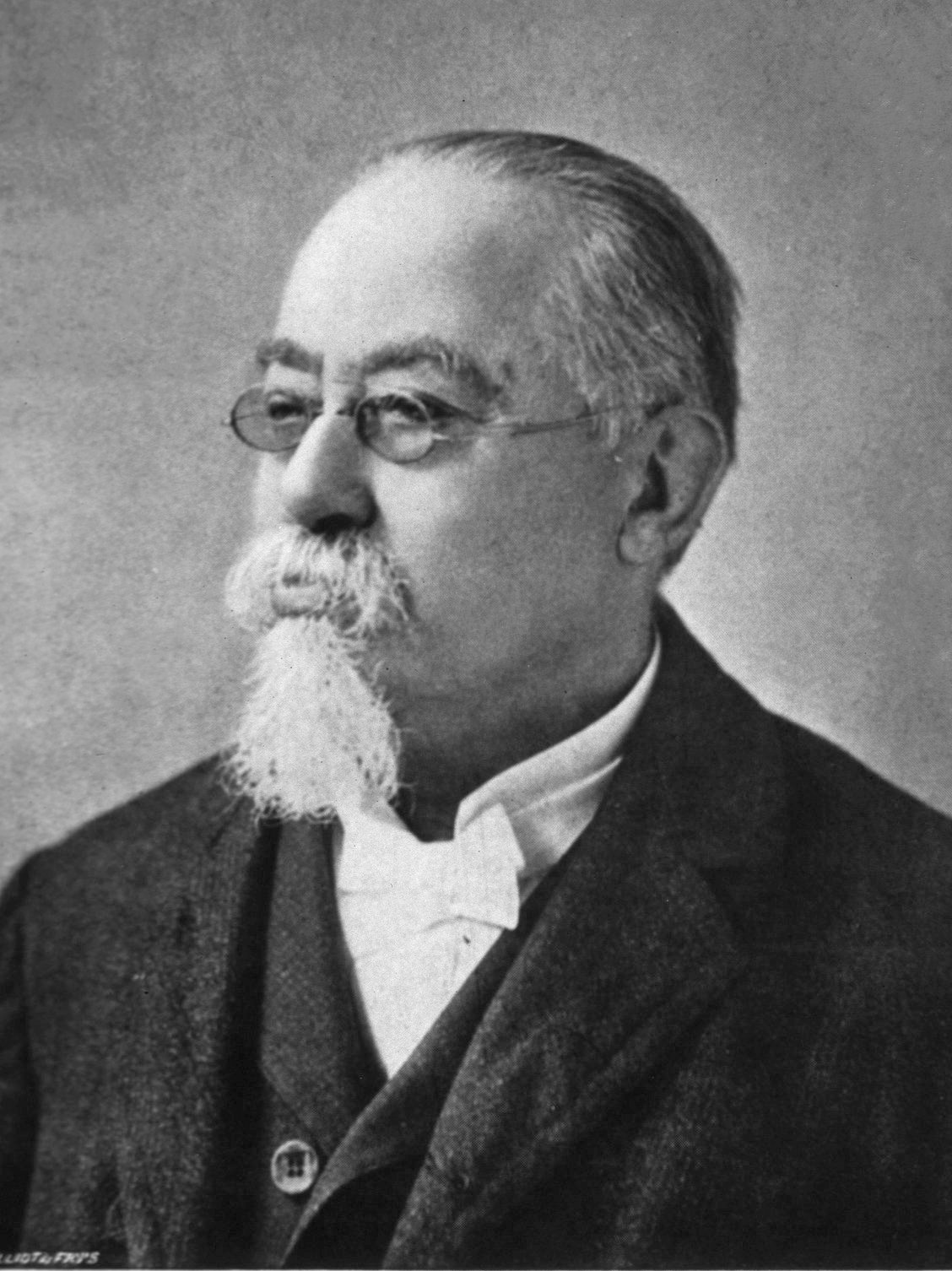
Cesare Lombroso.

Straffrättsteorin som började ta form på 1700-talet var präglad av den klassiska moralstyrda och humanistiska traditionen, bland annat manifesterad hos tänkare som rationalisten Cesare Beccaria och utilitaristen Jeremy Bentham. I och med de nya idéerna beskrevs den kriminella handlingen som något medvetet och värderat (rationellt övervägt) och därför självvalt och klandervärt. Samhällets reaktion och rättsskipning skulle därför vara öppen, blind, inte innehålla tortyr eller bygga på hämndbegär. Människorna skulle behandlas lika och hänsyn tas endast till illgärningen och skadan som sådan och inte till omständigheterna som omgärdade illgärningen. Att förebygga brott ansågs viktigare än att straffa och det enda legitima motivet för straff var avskräckning, som skulle hindra fortsatt kriminalitet hos den enskilda individen men även i samhället som helhet. Det utdömda straffet skulle också stå i proportion till brottet allvarlighet. Men ungefär hundra år senare, på 1870-talet, framförde den italienska socialläkaren Cesare Lombroso nya förutsättningar för straffrätten. Lombroso menade att brottslighetens orsaker kunde skönjas i det biologiska och kännetecknades främst genom kroppsliga egenheter hos den kriminelle som förvärvats genom direkt arv på degenerativ eller atavistisk grund. Brottet var därför inte alltid individens egna övervägda val. Orsaken var inte avsaknad av moral, utan snarare ett socialt symptom, som störning eller sjukdom. Lombroso genomförde omfattande studier på kranier genom att mäta dessa, skatta näsor och andra fysiska egenskaper. Den kriminella personens karaktäristika var enligt Lombroso kortväxt, muskulös, hade låg panna och framträdande ögonbryn och representerade tillhöra ett tidigare utvecklingsstadium sett till egenskaper som harmynthet, avvikande hårväxt med mera.
Lombroso följdes upp av landsmannen Enrico Ferri som utvecklade tankarna till en heltäckande straffrättsteori. Teorin föreskrev att individer begår brott av sociala och psykologiska skäl och inte på grund av dålig moral eller rationella val. Vissa människor var predestinerade att bli brottslingar varför straffet som sådant inte fyller någon egentlig brottspreventiv funktion. För den nyutvecklade positiva straffrättsteorin är behandlingen en central åtgärd för att minska individers brottsbenägenhet, istället för straffet som i den klassiska straffrättsskolan. Straffbegreppet ersattes till förmån för begreppet sanktioner. Sanktionerna skulle vara individanpassade och vara både allmänpreventiva och individualpreventiva för att motverka individens farlighet och skadliga påverkan på andra. Parallellt med Ferris positivistiska skola uppstod den sociologiska skolan, som delade synen på brottsligheten skadliga verkan. Skolbildningen menade att kriminalitetens orsaker låg i de samhälleliga förhållandena och inte hos den enskilda människan. Den sociologiska skolan menade, till skillnad från den klassiska skolan, att straffet inte är eftersträvansvärt i rättssystemet och att straffet i sig inte är målet, men att det kan utgöra ett medel för att uppnå det brottsfria samhället. För att komma åt kriminaliteten skulle politiken åtgärda de samhälleliga förhållandena som orsakade avvikelserna.

### 1900-talet – Socialbiologi och social ingenjörskonst
Ungefär samtida med den positiva straffrättsskolan är socialbiologin (se sociobiologi) och den sociala ingenjörskonsten som fick stort utrymme och inflytande under första hälften av 1900-talet. Perioden karaktäriseras av det rashygieniska tänkandets betydande inflytande i tiden mellan de båda världskrigen: inflytandet från socialbiologins och den sociala ingenjörskostens rationalitet och kalkylerande förde fram att brottslighet/asocialitet stod i arvsanlagen och att prevention kan uppnås genom att hindra vissa människor att få barn; individerna ansågs bestå av ett dåligt biologiskt material som hotade samhället. Sociologen Zygmunt Bauman menar att socialbiologin och den sociala ingenjörskonsten utgjorde en del i det som möjliggjorde Förintelsen. Enligt Jerzy Sarnecki är relationen mellan de tidiga kriminologernas människosyn och den raspolitik och rasideologi som fördes fram som statsideologi inte helt enkel men länken måste understrykas, inte minst när det gäller Nazityskland. Psykiatern Sten Levander beskriver perioden i Sverige: ... där den sociala ingenjörskonstens entusiastiska representanter under 1930-talet mätte skallar, steriliserade undermåliga element och beskrev vägen till Utopia, ett samhälle inte alltför olikt Platons mardrömslika "Staten".

### 1950-talet – Socialskyddsrörelsen och behandlingstanken
Efter andra världskriget växte socialskyddsrörelsen fram. Den delade den positiva och sociologiska skolans syn om att brottsligheten är något samhället måste skyddas från och därför var straffrättsskipningen uppgift rent brottsförebyggande. Rörelsen tog dock avstånd från de andra skolornas determinism. Istället för biologiska förklaringsmodeller söktes svaren på brottslighetens orsaker i de samhälleliga strukturerna och genom studier av brottslingens sociala situation. Målet med påföljden var inte behandling, avskräckning eller att oskadliggöra individen, målet var att resocialisera individen in i samhället varför andra medel för rehabilitering söktes inom exempelvis medicinen och det sociala. Genom socialskyddsrörelsen kom behandlingstanken att slå igenom i rättssystemet.
För socialskyddsrörelsen var det lika viktigt att skydda individer från att bli kriminella som att skydda dem från kriminalitet.

### 1970-talet – Nyklassicismen och straff
På 1970-talet kom den nyklassiska skolan som en ideologisk reaktion mot de skolbildningar som menade att straffet var ett medel att i förlängningen uppnå ett annat mål än avskräckning och objektiv straffmätning – en målsättning nyklassikerna ansåg var godtycklig och rättsosäker. Till skillnad från den positiva och sociologiska skolan och socialskyddsrörelsen menade nyklassikerna att rättssystemet måste bli mer transparent genom att brottslingen skall känna till konsekvenserna av sitt handlande. De tidigare skolorna hade förespråkat att straffen utformades utifrån omständigheter och egenskapen hemrörande hos individen varför påföljderna för samma brott kunde se olika ut. Nyklassikerna knyter an till klassiska skolans fokusering på proportionalitet mellan straffmätningen och brottets svårighetsgrad.
I likhet med föregående skolor menade nyklassikerna att syftet med straffet var att reducera brottslighetens omfattning med målet om det brottsfria samhället, men motsatte sig rehabiliterings- och behandlingstanken som ansågs vara ett för stort ingrepp i den personliga integriteten. Straffets funktion var avskräckning, men på grund av proportionalitetstänkandet fanns en gräns för straffets omfattning.

## Brottsprevention i historien

### Fysiska hinder och kontroll
En typ av brottsprevention som har lång tradition är att på olika sätt hålla borta personer som anses kopplade till brott. Förutom mer konkreta former som vallgravar, murar, stadsportar och andra former av fysiska passeringskontroller för att hålla personer ute, har det också tagit sig formen av att förfölja olika grupper som anses brottsbenägna. Pogromer har funnits i många tider och även kyrkans form att förföljande av kättare (se exempelvis inkvisitionen) kan ses vara av denna typ.

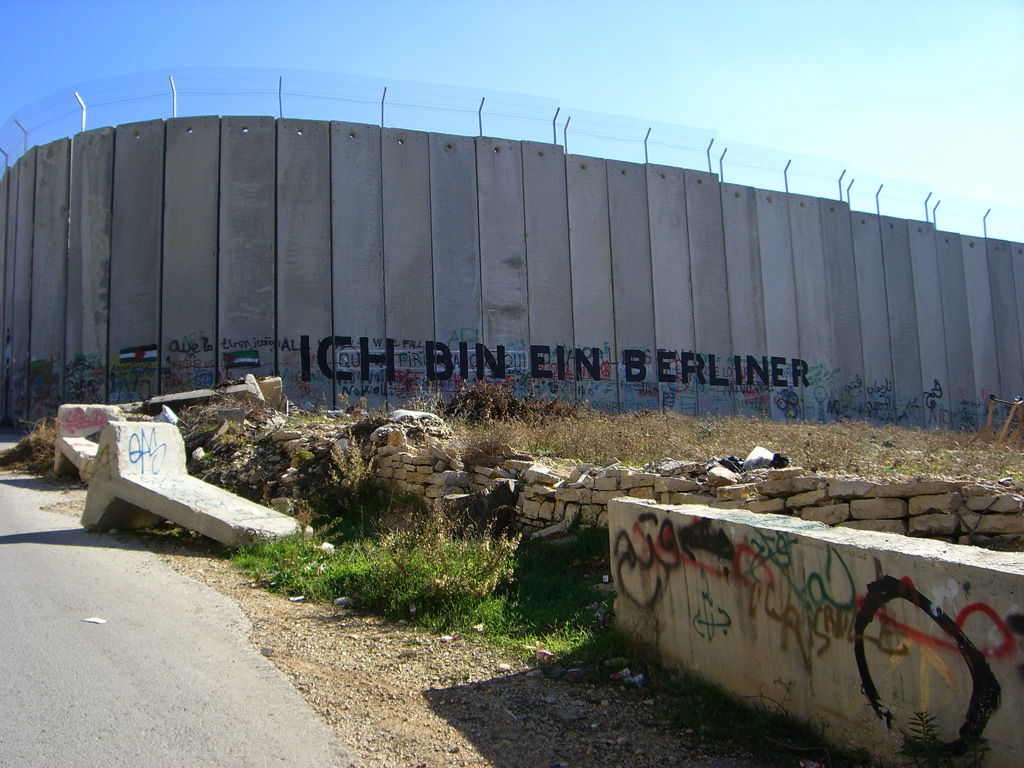
Israels barriär på Västbanken är planerad att bli 720 km lång och kallas av Israeliska myndigheter "säkerhetsstängsel" eller "Antiterrorstängsel". Bilden är tagen 2007 längs vägen till Betlehem.
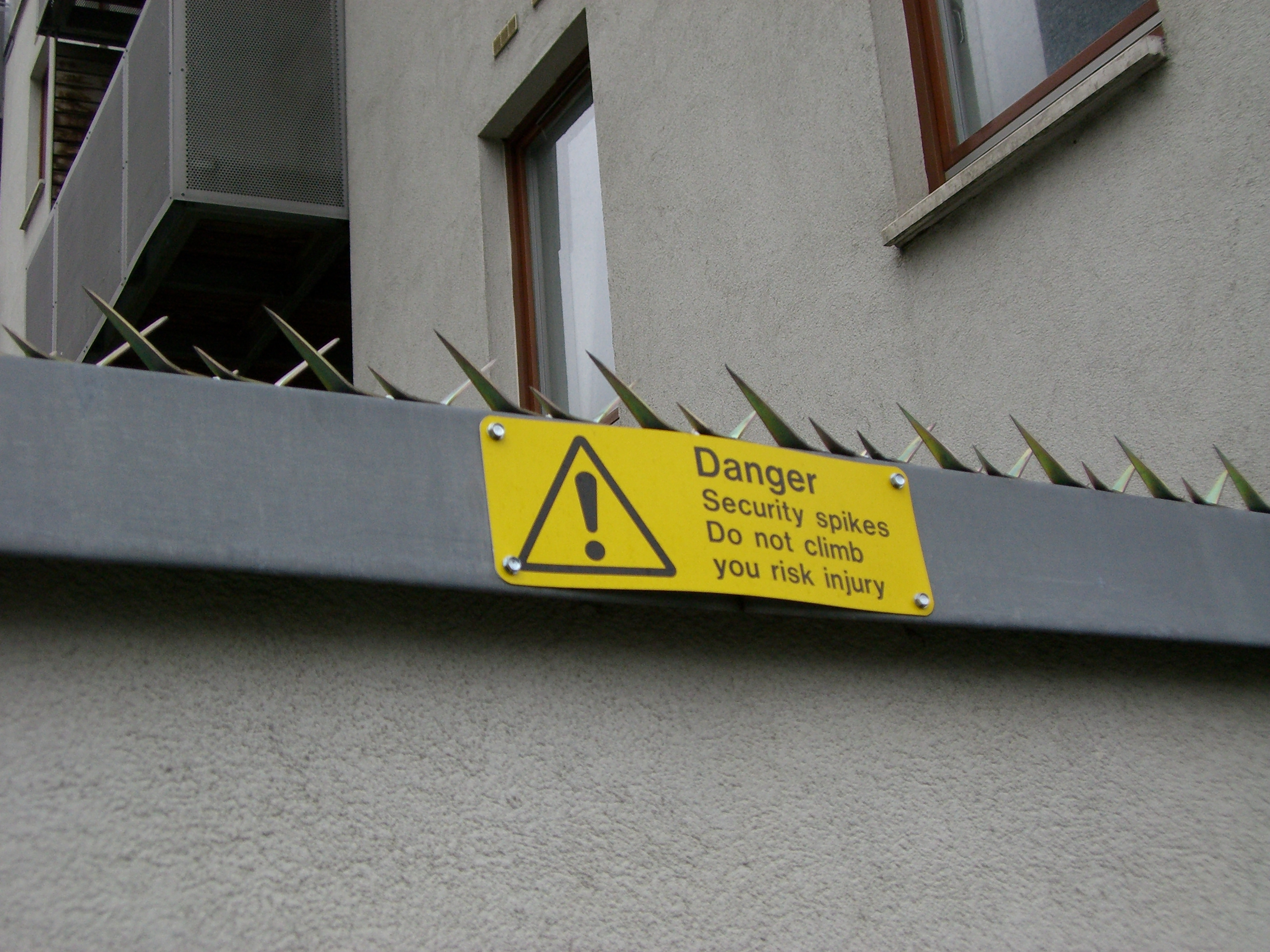
En mur till ett grindsamhälle i Aldgate i London försedd med vassa spikar. Skylten på muren varnar för att den som försöker klättra över in till grindsamhället kan bli skadad.
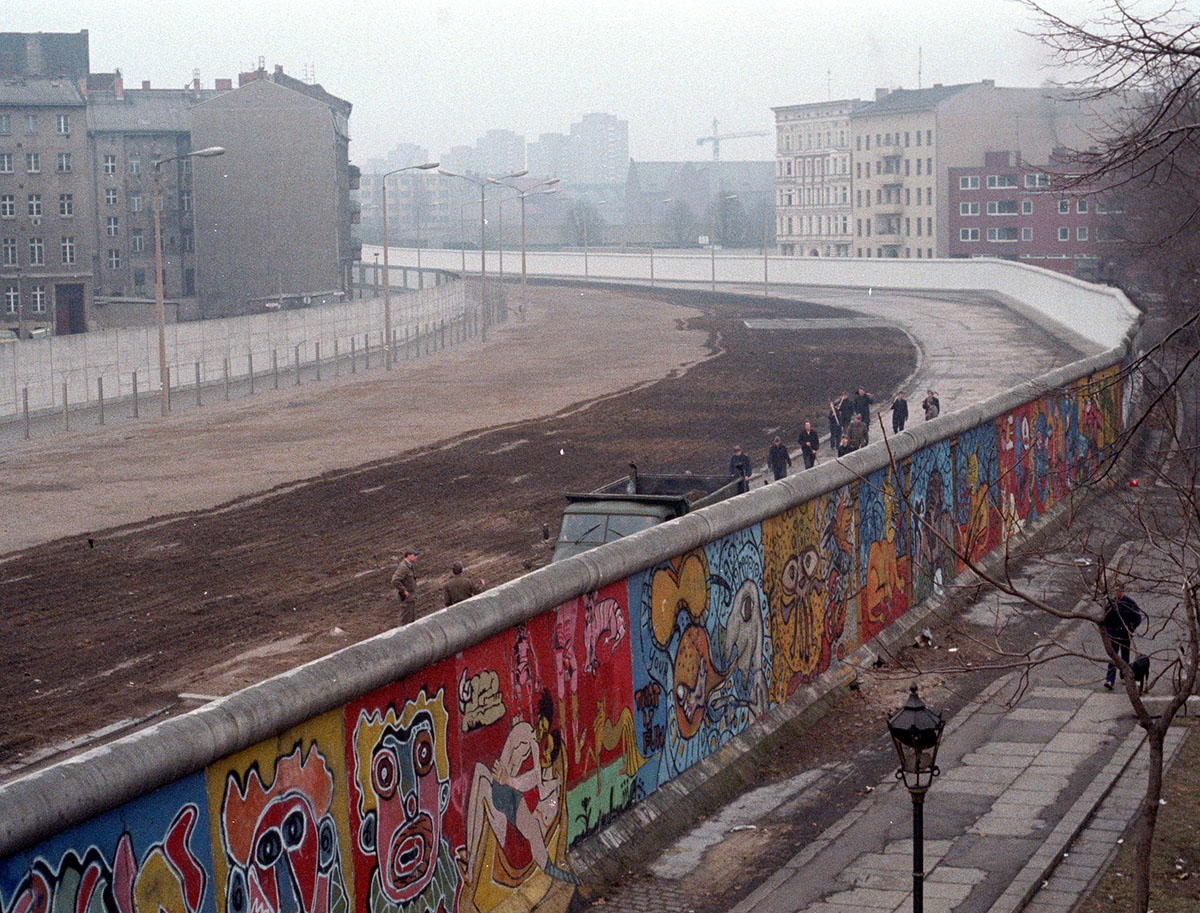
Berlinmuren sedd från Västberlin 1986. I nära 30 år stod muren som en avdelare i Berlin och motiverades av den östtyska staten som en "skyddsmuren mot fascismen".
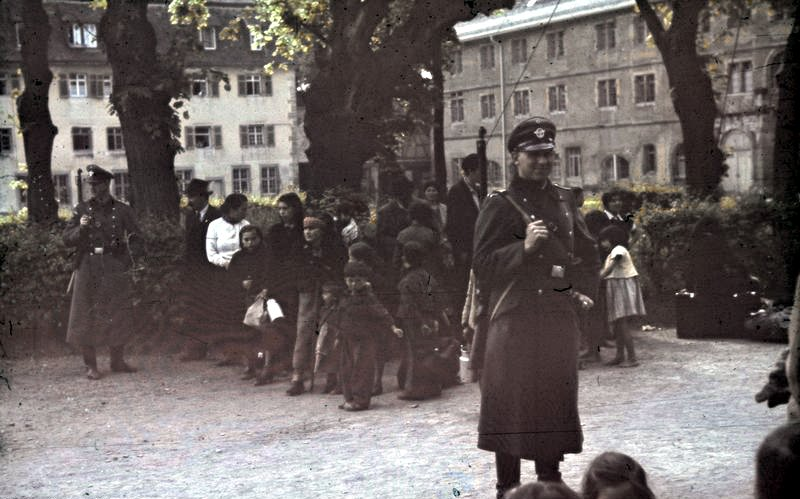
Romer är en grupp som betraktats som stöldaktiga och därför stängts ute i de flesta samhällen. På bilden: Sintier och romer på väg att bli deporterade i Tyskland 22 maj 1940.

### Nykterhetsrörelsen och alkoholrestriktion
Under 1800-talet rådde det svåra tider. I Sverige begick människor så kallade nödbrott för att överleva. samtidigt var tillgången på alkohol god varför våldsbrottsligheten var hög.
På 1800-talet uppstod i västvärlden nykterhetsrörelsen som ville begränsa tillgången till alkohol, då detta sågs som roten till mycket ont och många brott. I början av 1900-talet förbjöds i USA all försäljning under den så kallade förbudstiden. I andra länder som exempelvis Sverige infördes ett försäljningsmonopol som begränsade individers möjlig att inhandla sprit (Brattsystemet och motbok) och 1922 genomfördes en folkomröstning om totalförbud i Sverige. När möjligheten för att införskaffa alkohol begränades under första hälften av 1900-talet hölls våldsbrottsligheten tillbaka.
Den paradoxala effekten av dessa försök till brottsprevention blev att annan brottslighet ökade eftersom förbuden inte minskade efterfrågan, istället skapades en lukrativ svart marknad för kriminella som ville smuggla och sälja alkohol, något som i exempelvis USA förstärkte maffian med frontfigurer som Al Capone och Bugs Moran.

### Tvångssterilisering och förintelsen
Då rashygienen var som mest inflytelserik i tiden mellan de båda världskrigen hade socialbiologin och den sociala ingenjörskonsten stort inflytande, vilket medförde att brottslighet/asocialitet starkare än tidigare kom att förklaras genom arvsanlag och att prevention då kunde vara att hindra vissa människor att få barn. Tvångssterilisering var en metod som spreds brett i Västvärlden. Andra sätt utvecklades i Nazityskland under 1930-talet med interneringen av asociala (mördare, våldtäktsmän, romer, judar, homosexuella, arbetslösa, lösdrivare, alkoholister och politiska motståndare) och senare förintelsen.

### Välfärdssamhället
Fattigdom har ofta setts som en annan grogrund till kriminalitet, och en aspekt, dock inte den centrala drivkraften, i det framväxande välfärdssamhället har varit att det också bör leda till lägre brottslighet, ett perspektiv som också funnits med i bilden på olika välgörenhetsinitiativ. Välståndsutvecklingens insatser som verkande brottspreventiva är dock inte påvisad, även om det komplexa sambanden gör det svårt att säga något bestämt över sambandet brott-välstånd. Det ökade välståndet har dock oftast följts åt av ökad brottslighet beroende av förändrad brotts- och tillfällesstruktur, dock finns det empiriska fakta som talar emot påståendet om att det är ett ökat frestelsetryck ligger bakom brottslighetens utveckling, enligt Jerzy Sarnecki. Den tillgreppsrapporterade brottsligheten i Japan står klart ut bland de industrialiserade länderna; trots att landet uppvisar samma välståndsutveckling som exempelvis Västeuropa och USA förblir den rapporterade brottsligheten på nära konstant nivå från 1950-talet fram till 2000-talet. Inledningsvis uppvisar Japan till och med sjunkande brottslighet för att runt 1980-talet svagt börja öka igen.
Det finns ingen entydig förklaring till paradoxen brott-välstånd från kriminologiskt håll. Högerrealister såsom kontrollteoretikerna Marcus Felson och Lawrence Cohen menar att med välståndet har tillgången till antalet stöldbegärliga objekt ökat, vilket anges som orsak till brottsutvecklingen. Travis Hirschi menar att det är de sociala band som håller oss samman (social kontroll) som i och med det moderna samhället hamnat i upplösning (anomi). Vänsterrealister såsom konfliktteoretikerna Jock Young, John Lea och Sandra Walklate menar att det med välfärdskapitalismens och välfärdsstatens framväxt har uppstått en tilltagande relativ fattigdom, utanförskap och ökad differentiering mellan människors sociala, moraliska och kulturella status, som skapar grogrund för konflikter och kriminalitet i samhället.

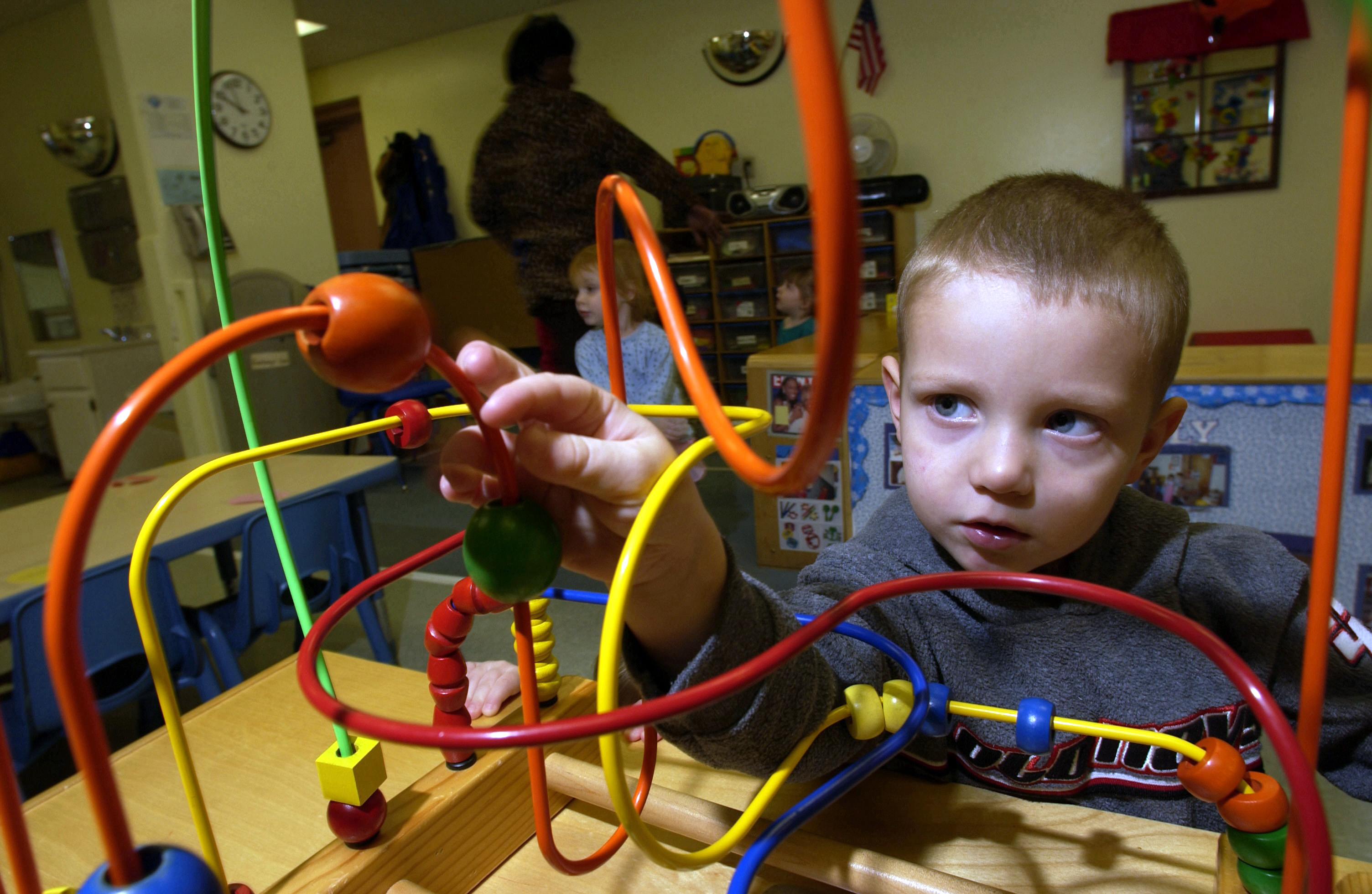
Bland annat förskolan har starka brottspreventiva effekter.

Välfärdssamhällets reaktion på brott är större än det som utgör straffrätten. Kriminalpolitiken kan sägas omfatta skolbarnomsorg-, fritids-, utbildnings-, social- och bostads-, media- och kultur-, hälsovårds- och omsorgspolitik, enligt Jerzy Sarnecki. I boken Introduktion till kriminologi skriver han: 
| ” | Jag har i själva verket svårt att föreställa mig något område inom samhällslivet (och således också samhällspolitiken) som inte på något sätt överlappar med den kriminalpolitiska sfären. /.../ [M]ediernas viktiga roll att informera om brottslighet men också att konstruera brottsproblem och bland annat påverka människors rädsla för brott... | „ |

Områdena är inte direkt kriminalpolitiska men har effekter på brottsligheten. Ingrid Sahlin menar att välfärdssamhällets olika institutioner som skolan och socialpolitiken, i synnerhet barnomsorgen och fritidsgårdar, har brottspreventiva effekter. Hon talar därför om att det uppstår en inverterad prevention (brottsfrämjande effekter) på grund av nedskärningar inom den offentliga sektorn. Forskning på området ifall nedskärningar är brottsfrämjande är svårt att genomföra på grund av att kontrollinstrument mot resultatet inte går att uppbringa. Däremot finns det forskning som visar på det omvända; att barnomsorg, fritidsgårdar och skolan har starka brottspreventiva effekter. Lawrence Cohen och Marcus Felson som formulerat rutinaktivitetsteorin menar däremot att brottsligheten är i stort opåverkat av sociala orsaker som fattigdom, ojämlikheter och arbetslöshet; det är tillfället gör tjuven, och det är tillfällena som skall undanröjas.

### Efter välfärdsstaten – kontrollmodellen

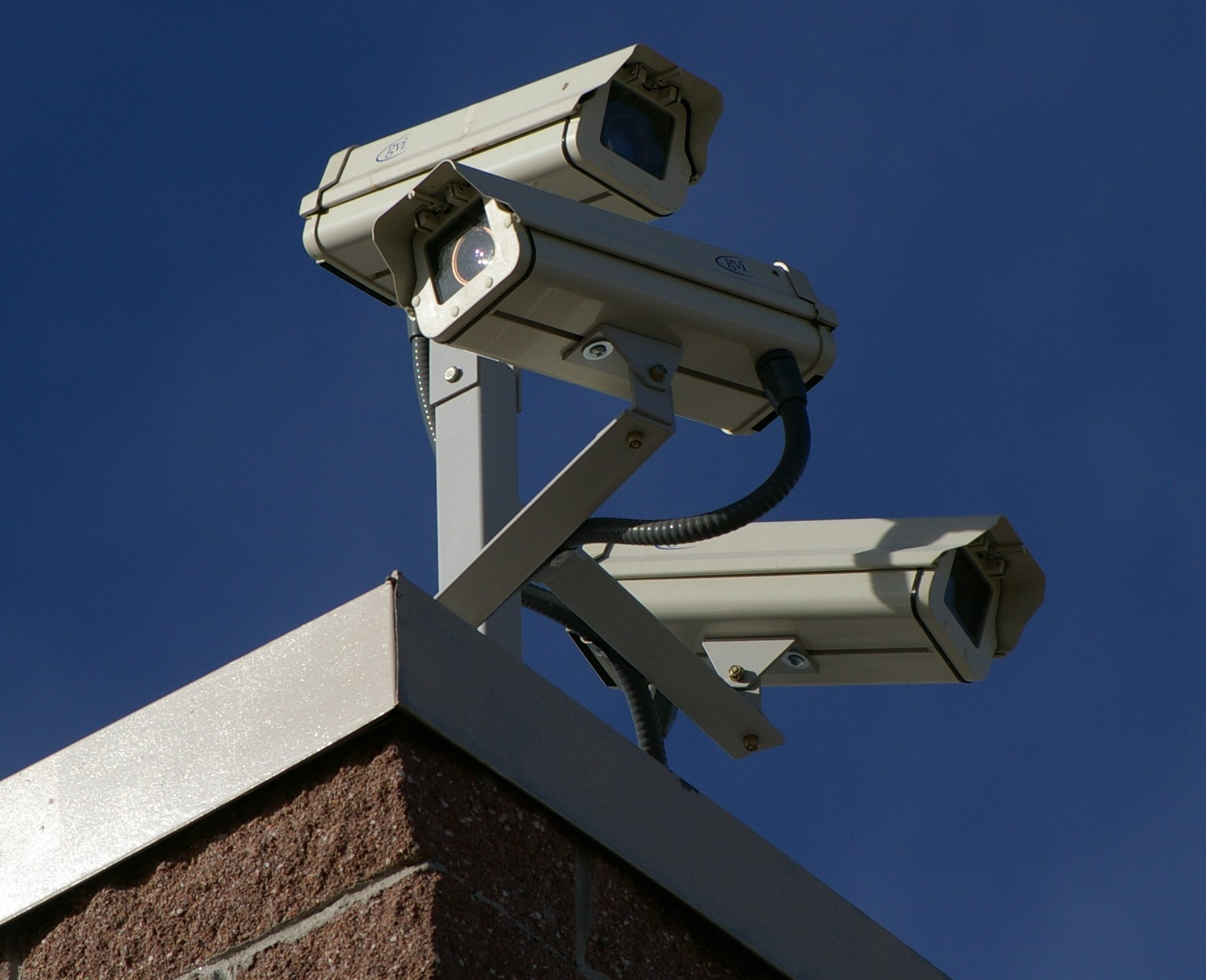
Inslaget av så kallad formell kontroll har ökat inom brottspreventionen, för att i situationer förebygga brottstillfällen.

De framväxande välfärdssamhällena efter andra världskrigets slut betonade en politisk utveckling som innebar samhälleliga regleringar av ekonomin och social frigörelse. Under välfärdsregimerna växte ett välfärds-penologisk kriminalsystem fram som på 1970-talet började ifrågasättas. Kritiken riktade sig även mot socialdemokratiskt inspirerade policys (som exempelvis Medicare och Medicaid), den allt större offentliga sektorn (engelska: big government) och mot 1960-talets tillåtande attityder. Med de nya idéerna kom politiken att skifta: tonvikten lades på policys för ökad ekonomisk frihet och social kontroll. Kritiken innebar ett paradigmskifte inom kriminalpolitiken, som i mycket kom att symboliseras av nyliberala och konservativa policys genomförda av regeringarna Margaret Thatcher i Storbritannien (se Thatcherism) och Ronald Reagan i USA. Den nya politiken betonade vikten av bestraffande sanktioner, expressiv rättvisa och fängelsernas traditionella funktion (se nyklassiska skolan). Den förändrade politiken innebar dock ingen förändring i brottsutvecklingen, men den fortsatt ökande brottsligheten förklarades med bristen på effektiv kontroll. I och med skiftet fick den administrativa kriminologins teoretiska modeller en central roll.
I Sverige presenterade regeringen 1996 sitt brottsförebyggande program Allas vårt ansvar (1996/2001). I programmet stod inte möjlig eller verklig påverkan på brottsligheten i fokus. Det centrala var en ideologisk (bland annat moraliskt och etiskt) och praktisk mobilisering av samhället mot brott och avvikelser. Det handlade om nattvandring, grannsamverkan, övervakning och organiseringen av det allt mer utsuddade gränserna mellan det offentliga, det privata näringslivet och det civila samhället. Förändringen har inneburit att lokalsamhället har fått en ökad roll för områden där staten tidigare haft ansvaret. Programmets målsättning är att öka den sociala kontrollen i samhället.
Kontrollmodellens övergripande syfte är att reglera beteendet hos enskilda individer, grupper eller hela befolkningen med målet om social ordning. Till denna modell räknas allmän- och individualpreventionen, den socialisation som syftar till fostran av barn och ungdomar till normkonformt beteende på en prekonventionella nivån, tvångsomhändertagandet av barn, missbrukare och psykiskt sjuka, och upprättandet av register för spaning och inkapacitering av kriminella. Inom rättsvetenskapen ställs preventionen i kontrast till repressionen. Juristen Edgardo Rotman gör däremot skillnad mellan repressiv och icke-repressiv brottsprevention och i en analys av utvecklingen i USA menar han att även lokala projekt för ökad social kontroll bär repressiva inslag. Ett exempel på detta är grannsamverkan, eftersom den innebär en övervakning som kan resultera i ett avvisande av okända besökare som befinner sig i området.

## Forskning och studier
Kriminologer som Michael Gottfredson, Doris Layton MacKenzie, John Eck, David Farrington, Lawrence Sherman, Irvin Waller med flera har analyserat vad som fungerar för att förebygga kriminalitet. Deras och andras forskning har analyserats av ett flertal organisationer och forskningsinstitut, såsom Världshälsoorganisationen (WHO), FN, United States National Research Council, UK Audit Commission med flera, om vad som begränsar den interpersonella brottsbenägenheten.
De uppräknade forskarna är överens om att de styrande politikerna måste ta till ett bredare grepp än bara den brottsbekämpande och straffrättsliga för att komma till rätta med riskfaktorerna som orsakar brott, eftersom det är mer kostnadseffektivt och leder till en större social nytta för samhället än de vanliga sätten att reagera på brott. Det finns även opinionsmätningar som stödjer en sådan politik, att det offentliga skall investera i förebyggande åtgärder. I boken Less Law, More Order: The Truth about Reducing Crime tar Waller fasta vid detta där han föreslår konkreta åtgärder för att minska omfattningen av brottsligheten och dess kostnad.
Några huvuddrag som tidigare uppräknade organisationer belyst visas här nedan. The World Health Organization Guide (2004) kompletterar rapporten World Report on Violence and Health (2002) och 2003 års World Health Assembly Resolution 56–24 och framställer nio rekommendationer till regeringar att genomföra:
1. Skapa, genomföra och följa upp en nationell handlingsplan för våldsprevention.
2. Förbättra förmågan för insamling av uppgifter om våld.
3. Fastställa prioriteringar för, och ekonomiskt stöd till, forskning om våldets orsaker, konsekvenser, kostnader, samt förebyggandet av våld.
4. Främja primära förebyggande insatser.
5. Stärkta insatser för våldsoffer.
6. Integrera det våldsförebyggande arbetet i social- och utbildningspolitiken, för att därigenom främja jämställdhet och social jämlikhet.
7. Öka graden av samarbete inom, och utbytet av information rörande, det våldsförebyggande arbetet.
8. Främja och övervaka efterlevnaden av internationella fördrag, lagar och andra mekanismer för att skydda de mänskliga rättigheterna.
9. Eftersök praktiska och internationellt överenskomna förhållningssätt till den globala drog- och vapenhandeln.

Organisationerna och forskningsinstituten är överens om lokalsamhällets roll (kommunerna), som det bäst lämpade att formulera strategier för att förebygga riskfaktorer som orsakar brott. European Forum for Urban Security och United States Conference of Mayors har betonat vikten av att kommunerna måste fokusera sina åtgärdsprogram till att möta behoven hos de ungdomar som bedöms vara i riskzonen, men även för att möta behoven hos kvinnor som är utsatta för våld.
För att lyckas med detta behövs det etableras, enligt ovan nämnda organ, ett samarbete mellan institutioner, såsom skolor, jobbskapande verksamheter, myndigheter som tillhandahåller social service, bostadsförsörjning och polismyndighet runt ett gemensamt mål. Utvärderingar av där en förändrad policy (fokus på sociala åtgärder och hotspotting) och samarbete lett till framgång i reduceringen av brottsligheten är i städer som exempelvis Birmingham och Bogotá, men även i stadsdelar i Chicago. Åtgärdsprogram som fokuserat på ungdomar i riskzon har visat på en betydande reducering av kriminalitet i gruppen.

## Brottsprevention i populärkulturen
Inom populärkulturen skildras ofta rättssystem och olika straffrättsideologiska perspektiv. I science fiction-filmen Minority Report från 2002 utspelas år 2054 där kommissarie John Andersson (Tom Cruise) leder ett team av "Pre-Crime"-poliser. Tack vare muterade människor kopplad till ett datorsystem kan poliserna förekomma brottsliga händelser. I den dystopiska filmen Cubic från samma år finns ett tema av brottsprevention i ett samhälle med en långtgående formell kontroll av medborgarna. Lag och ordning upprätthålls genom en drog som utplånar känslor. Användan av drogen är obligatoriskt och känslor i sig är ett brott. År 1995 kom filmatiseringen av Judge Dredd som utspelar sig i en framtid efter ett atomvapenkrig, i vilket 90 procent av jordens befolkning utplånats. De överlevande har samlats i megastäder. Störst av dessa megastäder är Mega City One, med en befolkning på 400 miljoner invånare och 80 procent hög arbetslöshet. För att stävja brottsligheten – ett grovt brott begås var trettionde sekund – har det traditionella straffsystemet ersatts med en kår av "Judges" (domare) som har rollen som polis, jury, domare och bödel.

### Notförteckning
1. ↑  Sarnecki 2009, s. 481 f.
2. ↑  Wikström 1994, s. 20.
3. ↑  Ekblom 1994, s. 194.
4. ↑  Lab 2007, s. 19.
5. ↑  Sarnecki 2009, s. 482.
6. 1 2 3 4 5  Sahlin 2000.
7. 1 2 3  Garland 2001.
8. ↑  Polisen 2010.
9. ↑  Lilly, Cullen & Ball 2011.
10. ↑  Bergström 2010.
11. ↑  Sarnecki 2003, s. 360.
12. 1 2 3 4 5 6 7 8  Sarnecki 2009.
13. 1 2 3  Sarnecki 2003, s. 361 ff.
14. 1 2 3 4  Sarnecki 2003, s. 367 ff.
15. ↑  Sarnecki 2003, s. 388.
16. 1 2  Sarnecki 2003, s. 388 f.
17. ↑  Sarnecki 2003, s. 388, 390.
18. ↑  Brå 1999:5.
19. 1 2  Sarnecki 2003, s. 390.
20. ↑  Crowe 2000.
21. ↑  Schneider & Kitchen 2002.
22. 1 2  Sarnecki 2003.
23. ↑  Doerner & Lab 2011.
24. 1 2  Sherman 2006.
25. ↑  Nationalencyklopedin 2012a.
26. ↑  Wade 2009.
27. ↑  Häthén 1990.
28. ↑  Beccaria 1977.
29. 1 2  SOU 1995:91 del I–III 2005.
30. 1 2 3 4  Levander, s. 35.
31. ↑  Ekbom, Engström & Göransson 1999.
32. ↑  SOU 2000:105, s. 64.
33. 1 2  Sarnecki 2009, s. 140 ff.
34. ↑  Bauman 1989, s. 103 ff.
35. ↑  SOU 2000:105, s. 64 f.
36. ↑  Jareborg 1992.
37. 1 2  Brottsrummet 2013.
38. ↑  Eliasson 2012.
39. ↑  Wayne 2007.
40. ↑  Sarnecki 2003, s. 298.
41. ↑  Sarnecki 2003, s. 298 ff.
42. 1 2  Cohen & Felson 1979.
43. ↑  Hirschi 2002.
44. ↑  DeKeseredy & Perry 2006.
45. ↑  Young 1999.
46. ↑  Sarnecki 2003, s. 354.
47. ↑  Hörnqvist 2001.
48. ↑  Roxell & Tiby 2006, s. 253–268.
49. ↑  Sahlin 2000, s. 99f.
50. ↑  Rotman 1996.
51. ↑  Waller 2006.
52. ↑  Butchart 2004.
53. ↑  Krug 2002.
54. ↑  WHO 2003.
55. ↑  EFUS.
56. ↑  USmayors.
57. ↑  Minority Report på Internet Movie Database
58. ↑  Cubic på Internet Movie Database
59. ↑  Judge Dredd på Internet Movie Database

### Källförteckning
- Audit Commission (1996) (på engelska). Misspent youth: Young people and crime. London: Audit Commission for Local Authorities and NHS in England and Wales
- Bauman, Zygmunt (1994). Auschwitz och det moderna samhället. Göteborg: Daidalos. Libris 7615177. ISBN 91-7173-038-9
- Beccaria, Cesare (1977). Dei delitti e delle pene: Om brott och straff. Stockholm: Italica. Libris 7595721. ISBN 91-7052-266-9
- Bergström, Gunnar (2010). Kriminalitet som livsstil (4). Studentlitteratur. Libris 9477502. ISBN 91-88872-56-4
- Welsh, Brandon C.; Farrington, David P. (2006) (på engelska). Preventing Crime: What Works for Children, Offenders, Victims, and Places. New York: Springer. Libris 10650589. ISBN 978-0-387-69168-8. http://books.google.com/books?id=0xAKupCQRBUC&hl=sv&source=gbs_ViewAPI&printsec=frontcover#v=onepage&q&f=false
- Brottsrummet (2013). ”Historik”. Brottsförebyggande rådet. Arkiverad från originalet den 9 september 2013. https://web.archive.org/web/20130909062631/http://www.brottsrummet.se/sv/44.
- Butchart, Alexander (2004) (på engelska). Preventing violence: a guide to implementing the recommendations of the World. Geneva: World Health Organization. Libris 9681397. ISBN 92-4-159207-9. http://whqlibdoc.who.int/publications/2004/9241592079.pdf
- Clarke, Ronald V. (1997). Ronald V. Clarke om situationell brottsprevention. BRÅ-PM (Stockholm. 1989), 1100-6706; 1997:3 Utblick (Brottsförebyggande rådet), 99-2419952-9. Stockholm: Brottsförebyggande rådet (BRÅ). Libris 7267252. ISBN 91-38-31259-X
- Cohen, Lawrence E.; Felson, Marcus (1979). ”Social Change and Crime Rate Trends: A Routine Activity Approach” (på engelska). American Sociological Review Vol. 44 (augusti). http://www.personal.psu.edu/users/e/x/exs44/597b-Comm&Crime/Cohen_FelsonRoutine-Activities.pdf.
- Crowe, Timothy (2000) (på engelska). Crime Prevention Through Environmental Design: Applications of Architectural Design and Space Management Concepts (2). Boston: Butterworth-Heinemann. Libris 5574416. ISBN 0-7506-7198-X. http://books.google.se/books?id=prgIS7CH9F8C&hl=sv&source=gbs_ViewAPI&printsec=frontcover&redir_esc=y#v=onepage&q&f=false
- Curtis, Wayne (2007). ”Bootleg Paradise” (på engelska). American Heritage. http://www.americanheritage.com/node/61839.
- DeKeseredy, Walter S.; Perry, Barbara (2006) (på engelska). Advancing critical criminology: Theory and Application. Lanham, New Jersey: Lexington Books,cop. Libris 10175097. ISBN 0-7391-1253-8. http://books.google.se/books?id=E9qTRcdTLZoC&hl=sv&source=gbs_ViewAPI&printsec=frontcover&redir_esc=y#v=onepage&q&f=false
- William G., Doerner; Lab, Steven P. (2011) (på engelska). Victimology (6). Cincinnati: Elsevier. ISBN 9781437734867
- Ekblom, Paul (1994). ”Proximal Circumstances: A Mechanism-Based Classification of Crime Prevention” (på engelska). Crime Prevention Studies. Monsey, New York: Criminal Justice Press. Libris 10188004. ISBN 1-881798-16-X
- Ekbom, Thomas; Engström, Gunnar; Göransson, Birgitta (1999). Människan, brottet, följderna: Kriminalitet och kriminalvård i Sverige. Stockholm: Natur och kultur. Libris 8348420. ISBN 91-27-07577-X
- Eliasson, Leif (19 januari 2012). ”Förbudstiden”. Nationalencyklopedin. https://www.ne.se/uppslagsverk/encyklopedi/l%C3%A5ng/f%C3%B6rbudstiden.
- European Forum for Urban Security (EFUS) (på engelska). http://efus.eu/en/
- Garland, David (2001) (på engelska). The culture of control: crime and social order in contemporary society. Oxford: Oxford Univ. Press. Libris 8277794. ISBN 0-19-829937-0 (inb.)
- Hirschi, Travis (2002) (på engelska). Causes of delinquency. New Brunswick, New Jersey: Transaction Publishers. Libris 5611997. ISBN 0-7658-0900-1. http://books.google.se/books?id=i13b00vhluoC&hl=sv&source=gbs_ViewAPI&printsec=frontcover&redir_esc=y#v=onepage&q&f=false
- Häthén, Christian (1990). Straffrättsvetenskap och kriminalpolitik. Lund: Studentlitteratur. Libris 7677497. ISBN 91-7966-118-1
- Hörnqvist, Magnus (2001). Allas vårt ansvar – i praktiken: en statligt organiserad folkrörelse mot brott. Stockholm: Kriminologiska institutionen, Stockholms universitet. Libris 3390660
- Jareborg, Nils (1992). Straffrättsideologiska fragment. Uppsala: Iustus. Libris 7657443. ISBN 91-7678-229-8
- Krug, Etienne G. (2002) (på engelska). World Report on Violence and Health. Geneva: World Health Organization. Libris 8724171. ISBN 92-4-154561-5. http://books.google.se/books?id=db9OHpk-TksC&hl=sv&source=gbs_ViewAPI&printsec=frontcover&redir_esc=y#v=onepage&q&f=false
- Lab, Steven P. (2007) (på engelska). Crime prevention: Approaches, Practices and Evaluations (6). London: LexisNexis. Libris 10523628. ISBN 978-1-59345-441-8. http://books.google.se/books?id=cHOZgW9Vn2IC&hl=sv&source=gbs_ViewAPI&printsec=frontcover&redir_esc=y#v=onepage&q&f=false
- Levander, Sten. Kriminologi i ett medicinskt perspektiv. Arkiverad från originalet den 3 november 2011. https://web.archive.org/web/20111103062100/http://webzone.hs.mah.se/projects/HS1134/upload/download.asp?file=50103101852749. Läst 10 september 2011 Arkiverad 3 november 2011 hämtat från the Wayback Machine.
- Lilly, J. Robert; Cullen, Francis T.; Ball, Richard A. (2011) (på engelska). Criminological theory: context and consequences (5). Thousand Oaks, California: SAGE Publications. Libris 12072218. ISBN 978-1-4129-8145-3. http://books.google.se/books?id=YqcNdTlo_rsC&printsec=frontcover&dq=Criminological+Theory+:+Context+and+Consequences&hl=sv&sa=X&ei=XboST-zQO4fY4QSe2NHsAw&ved=0CDQQ6AEwAA#v=onepage&q=Criminological%20Theory%20%3A%20Context%20and%20Consequences&f=false
- Nationalencyklopedin (2012a). ”Drakon”. Nationalencyklopedin.se. https://www.ne.se/uppslagsverk/encyklopedi/l%C3%A5ng/drakon. Läst 12 mars 2012.
- Polisen. ”Brottsförebyggande arbete”. Polisen.se. http://www.polisen.se/Om-polisen/Sa-arbetar-Polisen/Brottsforebyggande-arbete/. Läst 22 mars 2010.
- Rotman, Edgardo (1996) (på engelska). The Concept of Crime Prevention
- Roxell, Lena; Tiby, Eva (2006). Frågor, fält och filter – kriminologisk metodbok. Lund: Studentlitteratur. Libris 10079095. ISBN 91-44-04703-7
- Sahlin, Ingrid (2000). Brottsprevention som begrepp och samhällsfenomen. Lund: Arkiv. Libris 7674931. ISBN 91-7924-132-8
- Sarnecki, Jerzy (2003). Introduktion till kriminologi (1). Lund: Studentlitteratur. Libris 9055106. ISBN 91-44-01746-4
- Sarnecki, Jerzy (2004). Kunskapsbaserad brottsprevention: teoretiska utgångspunkter för brottsförebyggande arbete i Stockholms stad (2). Stockholm: Stockholms stad. Libris 10118401
- Sarnecki, Jerzy (2009). Introduktion till kriminologi (2). Lund: Studentlitteratur. Libris 11459715. ISBN 978-91-44-04858-1
- Schneider, Richard H.; Kitchen, Ted (2002) (på engelska). Planning for Crime Prevention: A TransAtlantic perspektiv. The RTPI library series. New York: Routledge. Libris 5574416. ISBN 0-415-24137-5. http://books.google.se/books?id=E3V-GusvPQAC&hl=sv&source=gbs_ViewAPI&printsec=frontcover&redir_esc=y#v=onepage&q&f=false
- Sherman, Lawrence W.; Farrington, David P.; Welsh, Brandon C.; MacKenzie, Doris Layton (2006) (på engelska). Evidence-based crime prevention. London: Routledge. Libris 10242129. ISBN 0-415-40102-X. http://books.google.com/books?id=C4_2C_5QBbEC&printsec=frontcover&dq=Evidence-based+crime+prevention&hl=sv&ei=MWZqTvG0LIbMswbmwYX9BA&sa=X&oi=book_result&ct=result&resnum=1&ved=0CCoQ6AEwAA#v=onepage&q&f=false
- Skogan, Wesley G.; Hartnett, Susan M. (1997) (på engelska). Community Policing: Chicago Style. New York: Oxford University Press. Libris 4614810. ISBN 0-19-513633-0. http://books.google.com/books?id=0xAKupCQRBUC&hl=sv&source=gbs_ViewAPI&printsec=frontcover#v=onepage&q&f=false
- SOU 2000:105 del I–II (2000). Medling vid ungdomsbrott. Stockholm: Justitiedepartementet. http://www.regeringen.se/sb/d/108/a/613?setEnableCookies=true
- SOU 1995:91 del I–III (2005). Ett reformerat straffsystem. Straffsystemkommittén
- United States Conference of Mayors (USmayors) (på engelska). http://www.usmayors.org/
- Wade, Stephen (2009) (på engelska). Britain's Most Notorious Hangmen. Barnsley, England: Pen & Sword Books. ISBN 978-18-45-63082-9 (inb.)
- Waller, Irvin (2006) (på engelska). Less Law, More Order: The Truth about Reducing Crime. West Port: Praeger Imprint Series. http://books.google.com/books?id=P6a90LVekSEC&printsec=frontcover&hl=sv#v=onepage&q&f=false
- Waller, Irvin; Hastings, Ross; Monchalin, Lisa (27 april 2008). ”Harnessing Criminological Knowledge to Reduce Victimization in Canada” (på engelska). The Criminologist (American Society of Criminology) "33" (6). ISSN 0164-0240. Arkiverad från originalet den 2 maj 2015. https://web.archive.org/web/20150502042958/http://www.asc41.com/Criminologist/2008/2008_Nov-Dec_Criminologist.pdf. Läst 27 februari 2012.
- Wikström, Per-Olof H.; Ahlberg, Jan; Dolmén, Lars (1994). Brott, Brottsprevention och kriminalpolitik. BRÅ-rapport, 1100-6676 ; 1994:1. Stockholm: Brottsförebyggande rådet. Libris 7267114. ISBN 91-38-30293-4
- World Health Organization (WHO) (2003) (på engelska). Preventing violence: a guide to implementing the recommendations of the World. World Health Organization. http://whqlibdoc.who.int/wha/2003/WHA56_24.pdf. Läst 29 januari 2012 Arkiverad 31 augusti 2004 hämtat från the Wayback Machine.
- Young, Jock (1999) (på engelska). The Exclusive Society: Social Exclusion, Crime and Difference in late Modernity. Thousand Oaks, Kalifornien: SAGE. Libris 5692219. ISBN 0-8039-8150-3